# طرح عملیاتی بارباروسا
طرح عملیاتی بارباروسا به مجموعه برنامه‌ریزی‌ها و طرح‌ریزی‌هایی نظامی اشاره دارد که توسط فرماندهی‌های عالی نیروی زمینی و نیروهای مسلح آلمان جهت آماده‌سازی برای اجرای عملیات بارباروسا، طرح حمله این کشور به شوروی، انجام گرفت. این مطالعات و طرح‌ریزی‌های عملیاتی از بهار سال ۱۹۴۰ آغاز شد و در نهایت با صدور فرمان شماره ۲۱ پیشوا در ۱۸ دسامبر سال ۱۹۴۰، صورت راهبردی آن به پایان رسید.
این طرح که به صورت چند مرحله‌ای تنظیم شده بود، به صورت کلی نیروهای آلمانی را به سه گروه ارتش در شمال، مرکز و جنوب جبهه تقسیم نموده بود که بیشترین تمرکز آن بر بخش مرکزی بود. این سه گروه ارتش می‌بایست در سه محور واگرا به سمت شهرهای کلیدی لنینگراد، مسکو و کی‌یف پیشروی می‌کردند و پس از تحقق این اهداف خود را جهت در امان نگاه داشتن بدنه اصلی خاک آلمان از گزند بمب‌افکن‌های دشمن، به خط ولگا-آرخانگلسک می‌رساندند. با این وجود، هدف اصلی نیروهای آلمانی همان‌طور که آدولف هیتلر، پیشوای این کشور، نیز بر آن تأکید داشت، انهدام نیروهای ارتش سرخ از طریق اجرای تاکتیک بلیتس‌کریگ در غرب رودهای دوینای غربی و دنیپر پیش از عقب‌نشینی آن‌ها به عمق اراضی شوروی، تعیین گردیده بود.

## پیش‌زمینه

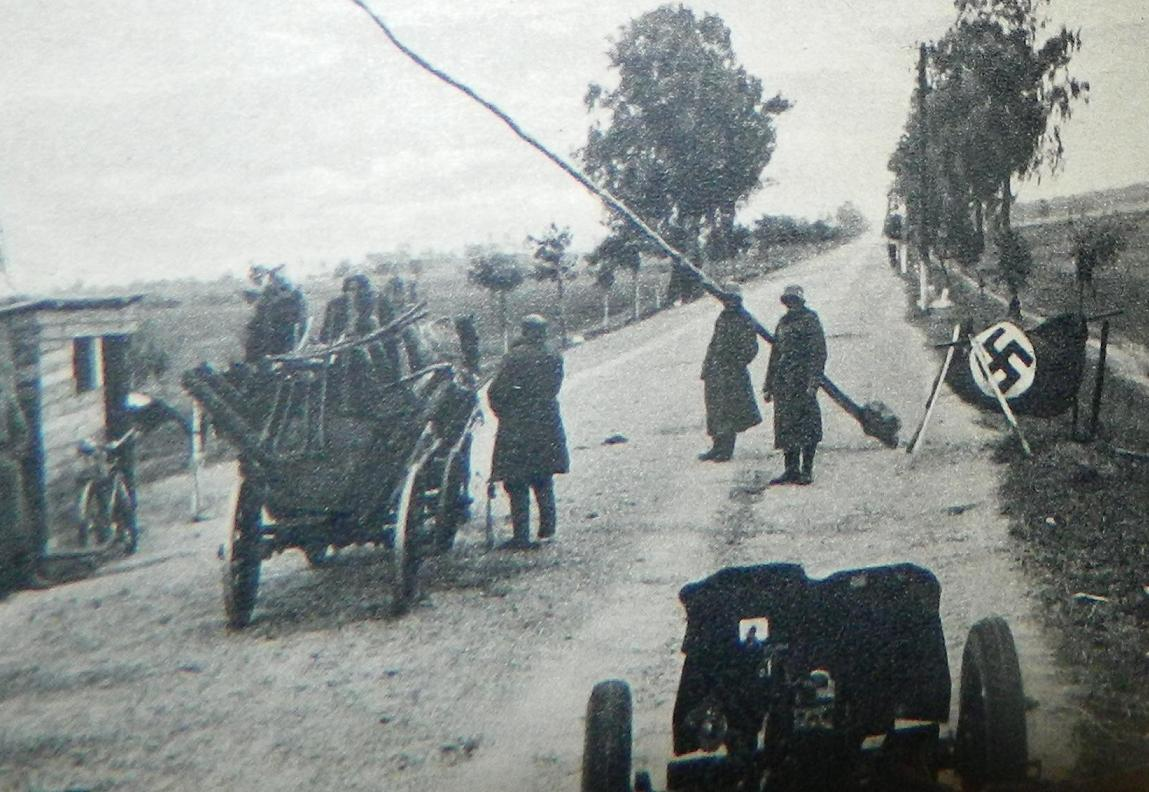
مرز آلمان و شوروی

پس از اشغال مناطق بیسارابیا و بوکوفینای شمالی توسط شوروی و با احساس خطر از امکان دست‌اندازی ارتش سرخ به میدان‌های نفتی رومانی در پلویشت، آلمانی‌ها اقدام به تنظیم طرح‌های عملیاتی در زمینه مقابله با حمله احتمالی شوروی کردند. نخستین طرح گونه‌ای از دفاع مهاجمانه بود که با دفع حمله اولیه دشمن، در اولین قرصت اقدام به ضد حمله می‌کرد. روز ۲۶ ماه ژوئن سال ۱۹۴۰، دستور انتقال قرارگاه ارتش هجدهم و پانزده لشکر پیاده‌نظام از مناطق غربی جهت تقویت مرزهای شرقی تا پایان ماه ژوئیه، صادر شد. در حین تمرکز بر نبرد بریتانیا و عملیات شیر دریایی، ارتشبد فرانتس هالدر، رئیس ستاد کل نیروی زمینی روز ۳ ژوئیه از سرهنگ هانس فن گرایفنبرگ، رئیس ستاد عملیات‌های فرماندهی عالی نیروی زمینی خواست «ملزومات یک دخالت نظامی که روسیه را وادار به به‌رسمیت شناختن جایگاه مسلط آلمان در اروپا می‌کند» را بررسی نماید. هالدر روز ۴ ژوئیه، سپهبد گئورگ فن کوشلر، فرمانده ارتش هجدهم و سرتیپ اریش مارکس، رئیس ستاد این ارتش را موظف به آماده‌سازی طرح دفاعی دیگری توسط این ارتش برای محافظت از اراضی شرقی کرد. هالدر در نوشته‌های خود موارد زیر را هسته اقدامات لازم در این آماده‌سازی برمی‌شمارد:
1. مجموعه‌ای از موانع تانک در طول خط رودخانه‌ها
2. سازمانی که اجازه استقرار بلافاصله تمامی نیروها را فراهم آورد
3. شبکه درجه یکی از جاده‌ها و خطوط آهن جهت جابه‌جایی این نیروها
4. استقرار راهبردی گروه‌های ویژه دفاعی به منظور جهت‌دهی راهبردی به نیروهای دشمن
5. استفاده حداکثری از میدان‌های مین[۴]

این طرح تحت عنوان «دستورالعمل استقرار ارتش هجدهم» با تغییرات بنیادین نسبت به طرح قبلی، رویکردی کاملاً تهاجمی داشت و بر پایه فرض امکان شناسایی آماده‌سازی شوروی، تهاجم پیش‌دستانه پیش از آغاز عملیات‌های دشمن علیه آلمان را برنامه‌ریزی کرده بود. حتی در همین مرحله، طرح آلمان دیگر یک عکس‌العمل تهاجمی به جنگی که از پیش شروع شده بود، نبود بلکه عملیاتی به حساب می‌آمد که خود جنگ را آغاز می‌کرد. از همین رو، با وجود این که در ابتدا تنها اهداف محدودی را دنبال می‌کرد و حاصل هیچ دستوری از طرف هیتلر نبود، این طرح را می‌توان نخستین طرح تهاجم آلمان به شوروی به حساب آورد. بدین منظور گروه گودریان متشکل از دو سپاه موتوریزه شامل چهار لشکر زرهی و دو لشکر پیاده‌نظام موتوریزه تحت امر ارتش هجدهم قرار گرفت. در این حال، در واکنش به انتقاد سرهنگ فریتس بایرلاین، رئیس ستاد گروه گودریان در ارتباط با خط مشی ناسازگار این دستورالعمل در بعد اهداف نظامی، مارکس تبیین روشن اهداف پیش از تحقق شرایط را غیرممکن دانست.

## آغاز آماده‌سازی
پس از حصول پیروزی مقتدرانه بر فرانسه در ماه مه سال ۱۹۴۰، آدولف هیتلر، پیشوای آلمان در جلسه ۲۱ ژوئیه سال ۱۹۴۰ در صدارت عظمای رایش، به تشریح مواضع خود دربارهٔ جنگ با شوروی به فرماندهان سه نیروی ورماخت از جمله والتر فن براوخیچ، فرمانده نیروی زمینی پرداخت. هیتلر در این ملاقات اعلام کرد آماده است در صورت لزوم تصمیم دربارهٔ برنامه تهاجم به بریتانیا را تا بهار سال بعد به تعویق بیندازد تا جنگ علیه شوروی از پاییز همین سال آغاز شود. وی مقدار نیروهای لازم جهت این عملیات را هشتاد تا صد لشکر برآورد نمود. ضمن ارائه گزارشی توسط فن براوخیچ از اقدامات فرماندهی عالی نیروی زمینی در این رابطه، در این جلسه به هیتلر اعلام شد نیروی زمینی قادر خواهد بود در عرض تنها ۴ تا ۶ هفته بدین منظور سازمان‌دهی شود. سپهبد آلفرد یودل، رئیس ستاد عملیات‌های فرماندهی عالی ورماخت، ضمن تشکیک در امکان انتقال نیروی زمینی از غرب و استقرار آن در شرق جهت چنین عملیات گسترده‌ای در عرض تنها چند ماه، قول بررسی مسئله را به پیشوا داد. یودل چند روز بعد نتایج تحلیل انجام شده توسط ستاد عملیات‌ها را در اقامتگاه برگهوف به هیتلر ارائه کرد. بر اساس این تحلیل مسائل ترابری به تنهایی حمله به شوروی در پائیز آن سال را غیرممکن ساخته بود. مطابق همین احوال نگرانی‌هایی نیز از توانایی لوفت‌وافه در حمایت همزمان از عملیات در جبهه شرقی و نبرد هوایی علیه بریتانیا وجود داشت. فیلدمارشال ویلهلم کایتل، رئیس فرماندهی عالی ورماخت نیز ضمن مطرح ساختن مشکلات ترابری نیرو با جاده‌ها و ریل‌های موجود در نواحی تازه تصرف شده در لهستان، به دشوارهای عملیات زمستانی در روسیه اشاره نمود. در نهایت در پی این اختلاف نظر و ضعف و تأخیر تدارکاتی، هیتلر مجاب شد عملیات را به تعویق بیندازد و به فرماندهی عالی ورماخت دستور در اولویت قرار گرفتن گسترش ظرفیت ریلی در مناطق شرقی را بدهد.

## برآورد عملیاتی
با ارائه گزارش جلسه صدارت عظمی در روز بعد توسط فن براوخیچ به هالدر، برنامه‌ریزی اولیه با تحقیق چهار روزه ستاد سرهنگ دوم ابرهارد کینتسل در سازمان اطلاعات نظامی ارتش‌های خارجی شرق در ارتباط با توان ارتش سرخ در دستور کار قرار گرفت. اواخر ماه آوریل سال ۱۹۴۱ کینتسل توان زمان صلح ارتش سرخ را ۱۷۰ لشکر برآورد نمود. گزارش نهایی او ارتش سرخ را دارای کمبود افسر و لشکرهای آن را دچار کمبود تجهیزات مخصوصاً توپخانه توصیف کرد.
طبق فرمان هالدر همچنین دور جدیدی از مطالعات راهبردی توسط دپارتمان جغرافیای نظامی آغاز شد. «نخستین پیش‌نویس از یک مطالعه جغرافیایی-نظامی روسیه» روز ۱۰ اوت تکمیل گردید. مطالعات این دپارتمان استدلال معمول سلطه بر مسکو، لنینگراد و اوکراین را تأیید کرد. این مطالعه اوکراین را به جهت ثروت صنعتی و کشاورزی آن، ارزشمندترین قسمت شوروی خواند اما میدان‌های نفتی شوروی را بسیار دورتر از آن دانست که در حوزه سلطه آلمان قرار بگیرد. با این حال گزارش این دپارتمان نتیجه گرفت حتی اگر امکان اداره مستقیم چنین مناطق دور دستی وجود داشته باشد، تسلط بر آن‌ها تضمین کننده پایان مقاومت شوروی نخواهد بود چرا که مناطق آسیایی شوروی نیز از توسعه قابل توجهی برخوردار هستند. بر این اساس این مناطق دیگر نواحی دور افتاده‌ای با جمعیت پراکنده بومیان چادرنشین یا با سکونت‌گاه‌های منزوی، نیستند. این گزارش تصویری از توسعه مدرن در این قسمت‌ها ارائه می‌کرد که با جمعیتی چهل میلیون نفری دارای منابع توسعه‌یافته صنعتی و کشاورزی و در بخش‌های غربی شبکه در حال رشدی از خطوط آهن و ارتباطات هستند. دپارتمان جغرافیای نظامی در نهایت نتیجه می‌گیرد دشمنان اصلی هر گونه تهاجم به شوروی مساحت گسترده و آب‌وهوای آن است که اولی بیشترین اهمیت را دارد. باور بر این بود که مهم‌ترین مانع در بخش مرکزی جبهه مرداب‌های پریپیات است که قابل تردد توسط آرایش‌های بزرگ نظامی نمی‌باشد. سایر موانع طبیعی همچون رودهای دنیپر و دوینا و انشعابات آن که از شمال به جنوب در جریان بودند، محل عمده تقابل با دشمن پیش‌بینی می‌شد. ارزیابی عمومی ساختار خاک و پوشش گیاهی ناحیه عملیاتی نیز ارائه گشت. از همان ابتدا شبکه‌های مناسبی از خطوط‌آهن و جاده قابل انتظار نبود. پیاده‌نظام به شکل اختصاصی می‌بایست روش‌هایی جهت پیشروی ابداع می‌کرد. بهترین راه از نظر جغرافیایی و ترابری، به طرف مسکو، که تنها مسیر موفقیت نیروهای زرهی فرض می‌شد، از طریق «شکاف اسمولنسک» در طول پل خشکی مینسک-اورشا-اسمولنسک معرفی گردید. بر این اساس، محدودیت‌های جغرافیایی آغاز عملیات و همچنین ساختار نیروهای مهاجم خواهان تجهیز آرایش‌ها به یگان‌های مهندسی و ساخت‌وساز بود. همچنین لزوم به‌کارگیری نیروهای متحرک جهت سلطه هر چه سریع‌تر بر پل‌ها، گذرگاه رودها و جاده‌ها، بدون توجه به پوشش جناحین یا پیاده‌نظام در حال تعقیب، کاملاً روشن بود. در نهایت شرایط ترابری، جغرافیایی و آب‌وهوایی از همان ابتدا باعث ایجاد محدودیت در طول زمانی اجرای عملیات و لزوم اجرای آن با بیشترین سرعت شده بود.
آلمان بین سال‌های ۱۹۳۴ تا ۱۹۳۹ به صورت مخفیانه اقدام به عکس‌برداری هوایی از اراضی شوروی می‌کرد. با تمرکز بر جبهه غربی این اقدامات برای تحریک نکردن شوروی برای مدتی متوقف شده بود. در نهایت روز ۲۱ سپتامبر سال ۱۹۴۰ فرمانده کل لوفت‌وافه شناسایی هوایی سازمان‌یافته از اراضی شوروی تا عمق ۳۰۰ کیلومتری را مجاز کرد. پس از سازماندهی یگان‌ها، گروه شناسایی روول مسئول این عمل شد. هواگردهای آلمانی در ارتفاع ۹ تا ۱۲ متری، ابتدا از نواحی مرزی عکس‌برداری می‌کردند اما بعداً با عدم مواجهه با جنگنده‌های شوروی، وارد عمق خاک آن شدند. این عمق ماه فوریه سال ۱۹۴۱ به خط مورمانسک-مسکو-روستوف-نا-دونو، با تأکید بر ناحیه کی‌یف-مینسک، محدود گشت. هواگردهای آلمانی در مجموع بیش از ۵۰۰ سورتی شناسایی، از جمله ۱۵۲ مورد در سال ۱۹۴۱، بر فراز اراضی شوروی انجام دادند. لوفت‌وافه علاوه بر شناسایی هوایی، اقدام به پیاده‌سازی عناصر اطلاعاتی درون خاک شوروی نیز می‌کرد. سرگرد رودولف لوتفِد-هاردِگ، یکی از افسران لوفت‌وافه نیز مأمور گردآوردی اطلاعات و برآورد توان نیروی هوایی شوروی شد. او در نهایت مجموع توان هوایی شوروی را ۱۴ هزار هواگرد که بجز تعداد اندکی مدل‌های نوین، عمدتاً از مدل‌های قدیمی هستند، گزارش نمود. رهبران لوفت‌وافه به کمک پروازهای غیرنظامی هواپیمایی لوفت‌هانزا بر فراز شوروی، اطلاعات بسیار خوبی از مواضع طرف مقابل به دست آورده بودند.
اوایل ماه سپتامبر سال ۱۹۴۰، در دیداری که بین هالدر و سپهبد ارنست-آگوست کوسترینگ، فرستاده نظامی آلمان در شوروی انجام گرفت، کوسترینگ از ارتقا وضعیت ارتش سرخ سخن گفت اما اضافه کرد با توجه به ضربه‌ای که پاکسازی بزرگ به آن وارد آورده‌است، چهار سال زمان خواهد برد تا به سطح پیشین خود برسد. سخنان او به شکل متمایزی برخلاف اطلاعات جمع‌آوری شده توسط کینتسل در سازمان ارتش‌های خارجی شرق، جنبه‌ای انتقادی داشت. کوسترینگ به عنوان متخصص نظامی پیشرو در زمینه شوروی که با تسلط کامل به زبان روسی از سال ۱۹۳۵ در پایتخت این کشور به سر می‌برد، در زمینه فشاری که شرایط جغرافیایی شوروی بر ورماخت تحمیل خواهد کرد، هشدار داد. ماه بعد، او در گزارش اطلاعاتی که برای سازمان ارتش‌های خارجی شرق آماده شده بود، با اشاره به کیفیات دفاعی ارتش سرخ که حریفی جدی و قدرتمند به نظر می‌رسد، مجدداً بر در نظر گرفتن جانب احتیاط تأکید کرد. با این حال در این گزارش به این نکته نیز اشاره شده بود که ارتش سرخ از اجرای رزم متحرک در مقیاس بزرگ ناتوان است. کوسترینگ با پیش کشیدن مجدد مشکلات تحرک در اراضی شرقی، خواستار توجه به فقدان راه‌ها و سختی شرایط آب‌هوایی شد. او این مسائل را در کنار زمان و فضا، بزرگ‌ترین متحدان شوروی خواند.
طبیعت بسته جامعه اتحاد جماهیر شوروی مانع فوق‌العاده‌ای در مسیر برنامه‌ریزی آلمانی‌ها ایجاد کرده بود. مقدار بازدید گردشگران غربی از شوروی عملاً صفر بود و این مسئله امکان کاوش ظرفیت‌های دفاعی و صنعتی در اراضی داخلی کشور وسیع چون شوروی را برای آلمانی‌ها نفی می‌کرد. از این رو حتی دسترسی به ساده‌ترین نقشه‌ها از شوروی نیز با دشواری صورت می‌گرفت. بدین شکل مطالعات دپارتمان جغرافیای نظامی بر اساس آخرین اطلاعات در دسترس شامل گزارش‌ها، نقشه‌ها و سایر اقلام قدیمی‌تر صورت گرفت؛ چرا که امکان دستیابی به اطلاعات دقیق از شرایط راه‌ها و سایر تأسیسات ترابری، فراتر از این موارد، وجود نداشت. در هر حال، سرزمین‌های به‌تازگی اشغال شده توسط شوروی در اروپای شرقی، تعداد زیادی افراد محلی در خود داشت که در هم‌دلی با آلمان یا در دشمنی با شوروی اطلاعات تاکتیکی دقیقی از نواحی مرزی در اختیار سرویس‌های اطلاعاتی آلمانی قرار دادند.
برنامه‌ریزان آلمانی از اثر پاکسازی استالین در شرایط، توانایی‌ها و روحیه نظامیان شوروی آگاهی داشتند و سرویس‌های اطلاعاتی آلمانی ساختار فرماندهی و پشتیبانی شوروی را حجیم و دست و پاگیر، واکنش آن به حوادث را کند و غیر آماده برای انطباق با تغییرات سریع شرایط تاکتیکی برآورد می‌کردند.

## طرح‌ریزی و مطالعات عملیاتی

### طرح مارکس (فرماندهی عالی نیروی زمینی)
با توجه به این که آماده‌سازی جهت تهاجم به بریتانیا همچنان مسئله اصلی نیروی زمینی بود و هالدر و فن گرایفنبرگ، رئیس بخش عملیات‌های این نیرو نمی‌توانستند به شکل کامل بر بنیان یک عملیات عمده دیگر تمرکز کنند، با محول شدن مسئولیت طرح‌ریزی نیروی زمینی جهت تهاجم به شوروی به مارکس، دو هفته پس از آغاز آماده‌سازی‌های دفاعی توسط ارتش هجدهم، اهداف این طرح‌ریزی به شرایط تهاجمی تغییر یافت. این که چه اطلاعاتی در این زمان بدین منظور در اختیار مارکس قرار گرفته‌است به شکل دقیقی روشن نیست اما او احتمالاً به برآورد ستاد ارتش‌های شرق در ارتباط با مواضع دشمن و پیش‌نویس مطالعه دپارتمان جغرافیای نظامی ستاد کل نیروی زمینی، دسترسی داشته‌است.
مارکس ظاهراً قصد داشت به جناح جنوبی نیروهای تهاجم تأکید برابری نسبت به نیروهای بخش مرکزی داشته باشد. با این حال روز ۲۹ ژوئیه، با پرواز او به مقر هالدر در فونتن‌بلو در پنجاه کیلومتری جنوب شرقی پاریس، رئیس ستاد کل نیروی زمینی موجب تغییر تمرکز طرح مارکس از اوکراین به مسکو شد. هالدر روز ۱ اوت به مارکس اذعان داشت اگر نیروهای مربوط به اوکراین از رومانی شروع به حرکت نمایند، از پایگاه‌های ناامنی به عملیات خواهند پرداخت. او همچنین این مسئله را نیز اضافه کرد که تصرف منطقه بالتیک می‌بایست عملیات ثانویه‌ای باشد که با حرکت به سمت مسکو تلاقی نمی‌کند. هالدر سپس از مارکس خواست کار تنظیم طرح را با شمول جزئیاتی همچون آموزش، سازمان و تدارکات، آغاز نماید. بدین شکل مارکس موظف به «آماده‌سازی مبانی نظری یک عملیات در شرق موکداً توسط خود و بدون اتکا به هیچ بخش دیگری از ستاد کل نیروی زمینی» شد. مارکس طرح ۲۶ صفحه‌ای خود را تحت عنوان «پیش‌نویس عملیاتی شرق» در ۵ اوت تکمیل کرد. طرح مارکس یک «بررسی جامع» بود که به شکل کاملی آرای هالدر در ارتباط با جنگ با شوروی را بازتاب می‌کرد. این طرح پایه برنامه‌ریزی‌های ستادی با جزئیات بیشتر را شکل داد.

#### پیش‌نویس عملیاتی شرق
با توجه به ابعاد حوزه عملیاتی، منفک شدن آن به دو قسمت و فرض پخش شدن نیروهای شوروی به شکل مساوی در آن، مارکس پیروزی از طریق یک محور بر شوروی را نامحتمل می‌دانست. از این رو، او به صورت کلی، نیروهای مهاجم را به دو بدنه اصلی در شمال و جنوب منطقه مردابی تقریباً غیرقابل عبور پریپیات با هدف نهایی مسکو تقسیم کرد. با توجه به فواصل تا اهداف برگزیده شده، موانع طبیعی، مواضع هماهنگ دفاعی دشمن و همچنین به جهت نیاز فوری به بازسازی یگان‌ها و گسترش کلی نظام تدارکاتی، طرح مارکس به صورت کلی شامل سه مرحله:
1. پیشروی سه هفته‌ای تا رودهای دوینا و دنیپر به طول ۴۰۰ کیلومتر
2. توقف تدارکاتی دو تا چهار هفته‌ای با امکان پیشروی ۱۰۰ تا ۲۰۰ کیلومتری دیگر
3. پیشروی نهایی به مدت سه تا شش هفته به سمت لنینگراد، مسکو و عمق اوکراین

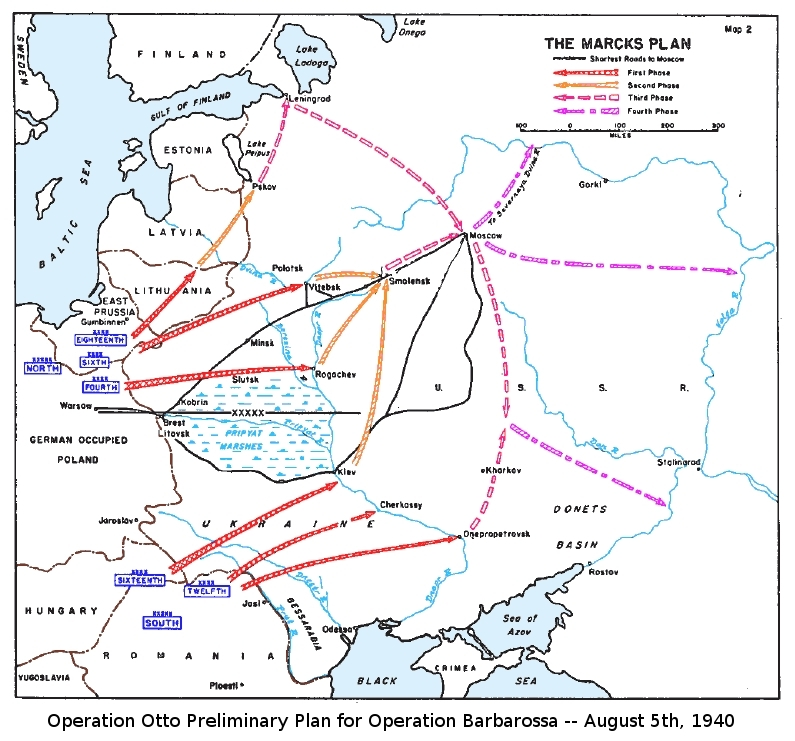
طرح مارکس

می‌شد. با فرض پیروزی در جنگ در مرحله سوم، در قالب مرحله چهارم، ماه آخر نیز صرف مرتب‌سازی جبهه و برقراری استحکامات دفاعی زمستانی در طول رود ولگا می‌گردید. طبق نظر مارکس پیروزی کل عملیات به موفقیت نیروهای زرهی بستگی داشت. بر این اساس، اگر پیشروی لشکرهای زرهی با سرعتی به موفقیت می‌رسید که آرایش‌های عمده دشمن به محاصره می‌افتادند و از ایجاد یک خط دفاعی منسجم توسط آن جلوگیری می‌شد، ممکن بود خروجی عملیات در همان مرحله اولیه مشخص گردید. اتصال مستقیم مرحله دوم و سوم به گستردگی خطوط‌آهن و شرایط ادوات موتوری نیروی زمینی و طول مرحله سوم به میزان مقاومت یگان‌های باقی مانده شوروی بستگی داشت. طبق این طرح، عملیات مجموعاً ۹ تا ۱۷ هفته به طول می‌انجامید.
مأموریت اصلی نیروی زمینی در طرح مارکس، انهدام نیروهای ارتش سرخ با یک یورش قدرتمندانه از ناحیه شمالی منطقه مردابی پریپیات و سپس حرکت به سمت مسکو، پایتخت اقتصادی و سیاسی شوروی بود. اوکراین و منطقه دونتس به عنوان منابع غذایی و صنعتی و مسکو و لنینگراد به عنوان مراکز تسلیحاتی می‌بایست تصرف می‌شدند. به عقیده او تصرف مسکو و انهدام ارتش سرخ باعث فروپاشیدن شوروی می‌گردد. بدین منظور نیروهای شمالی بین برست و گومبینن متمرکز می‌شدند و در ابتدا تا خط روگاچف-ویتبسک پیش می‌رفتند. او برای عملی شدن این طرح استفاده از ۱۴۷ لشکر از جمله ۲۴ لشکر زرهی و ۱۲ لشکر موتوریزه را پیشنهاد کرده بود. ۶۸ لشکر از مجموع این نیروها به همراه بیشتر قوای زرهی (۱۵ لشکر زرهی و ۲ لشکر موتوریزه) به قسمت شمالی عملیات تعلق می‌گرفت. در حالیکه ۳۵ لشکر شامل پنج لشکر زرهی و شش لشکر موتوریزه در جنوب و ۴۴ لشکر شامل چهار لشکر زرهی و چهار لشکر موتوریزه در جایگاه ذخیره قرار داشتند. بدون امکان پیشبینی نیروهای مورد نیاز در عملیات‌های ورماخت در شمال آفریفا و بالکان، تنها نیروهایی که از تمامی توان رزمی آلمان جهت به‌کارگیری در جنگ با شوروی توسط مارکس کاسته شده بود یگان‌های آلمانی مستقر در نروژ، دانمارک و نواحی غربی بود.
او نبردهای تعیین‌کننده‌ای در هفته‌های آغازین در طول خط مرزی پیش‌بینی می‌نمود که بار اصلی آن بر دوش نیروهای زرهی آلمان بود. مهم‌ترین شرط موفقیت به عقیده مارکس غافلگیری و سرعت حرکت تهاجمی بود. بدین جهت نیروهای متحرک در تمامی ارتش‌ها می‌بایست، با پشتیبانی لوفت‌وافه، در نخستین برخورد خط نیروهای شوروی را در غرب رود دنیپر و مواضع جنگلی می‌شکستند و گذرگاه‌های رود را به دست می‌آوردند. انتظار می‌رفت نبردهای اصلی در طول شش بزرگراه اصلی به وقوع بپیوندد که می‌بایست با اقدام سریع تصرف می‌شدند. به جهت تعداد اندک جاده‌های مناسب آرایش‌های زرهی و موتوریزه می‌بایست به شدت فشرده عمل می‌کردند که باعث لایه‌بندی قابل توجه آن‌ها در عمق می‌شد. پیاده‌نظام، با تعقیب نزدیک نیروهای جلودار، موظف بود نیروهای دشمن را محاصره و منهدم نماید. مقداری از یگان‌های پیاده‌نظام نیز می‌بایست به نیروهای متحرک متصل می‌باشند و دستاوردهای آن‌ها را گسترش دهند. مارکس خوهان انجام آماده‌سازی‌های ویژه در ارتباط با سازمان‌دهی، تجهیزات، آموزش و رهبری، برای پیشروی پیاده‌نظام بود. با توجه به افزایش مداوم عرض ناحیه عملیاتی، ورود مقادیر زیادی از نیروهای ذخیره نیروی زمینی لازم تلقی می‌گردید که خود این مسئله موجب ضرورت ایجاد فرماندهی ارتش‌های جدید و احتمالاً یک گروه ارتش جدید، در قسمت شمالی می‌گشت. این طرح بیش از آن که بر برتری عددی اندک مهاجمان تأکید بورزد، بر مزیت آموزشی، تجربی و کیفیت تسلیحاتی آن‌ها تکیه داشت. او معتقد بود هنگامی که خط دفاعی مرزی دشمن شکسته شود و نیروهای آلمانی وارد مناطق داخلی آن شوند، نظام فرماندهی و کنترل شوروی به سادگی فرو خواهد پاشید و امکان شکست نیروهای باقی‌مانده آن فراهم خواهد آمد.
بر اساس این طرح، با وجود برخورداری اراضی جنوبی از شرایط بهتر جغرافیایی برای نبرد، مناطق شمال مرداب‌های پریپیات با ارائه شبکه راه‌های بهتر تحرک‌پذیری بیشتری فراهم می‌آورد. او از گروه ارتش قدرتمندتر شمالی خواسته بود با استفاده از بهترین شبکه راه‌ها که از طریق «گذرگاه اورشا» بین رودهای دوینا و دنیپر، مینسک را به اسمولنسک متصل می‌کند، مستقیم‌ترین مسیر را در جهت پایتخت شوروی در پیش بگیرد. طبق این طرح، یک نیروی ثانویه با جدا شدن از گروه اصلی، از راه پسکوف بر لنینگراد مسلط می‌گشت و بنادر و پایگاه‌های دریایی بالتیک را تصرف می‌کرد؛ چرا که حرکت از بدو آغاز عملیات به سمت این شهر موجب طولانی‌تر شدن فاصله‌ای که باید پوشش داده می‌شد و برخورد با جنگل‌های متراکم شمال غربی مسکو می‌گشت. هنگام پیشروی، نیروهای هوابرد می‌بایست با فرود در شرق جنگل‌های مسیر در قسمت شمالی، از راه‌های خروجی آن محافظت می‌کردند و آن‌ها را باز نگاه می‌داشتند. پس از حصول سلطه بر مسکو و شمال روسیه، عناصری از نیروی تهاجمی اصلی می‌بایست به سمت جنوب چرخش می‌کردند و در اتصال با گروه ارتش جنوبی، اوکراین را تصرف می‌نمودند.
طبق نظر مارکس اگر امکان تهاجم بخش اصلی نیروها از رومانی و نیروی ثانویه آن از شمال شرقی مجارستان و جنوب غربی لهستان، با گذر از رود دنیپر به سمت مسکو فراهم بود، این قسمت از عملیات می‌توانست به بخش اصلی تهاجم بدل شود اما شرایط سیاسی بالکان و وضعیت جاده‌ها و ریل‌های مجارستان و رومانی اجازه استقرار به موقع نیروها پیش از آغاز عملیات را نمی‌داد و صرف تهاجم از جنوب شرقی لهستان به طرف کی‌یف، با توجه به کمبود فضا و فاصله بسیار زیاد تا مسکو، جلوی تحرک‌پذیری نیروها را می‌گرفت و این امکان را از بین می‌برد.
یک ارتش می‌بایست در اراضی رایش آماده نگاه داشته می‌شد تا پس از آغاز جنگ از راه مجارستان به رومانی منتقل می‌شد. این ارتش از رومانی محافظت می‌نمود و استقرار بیشتر نیرو در آن را پوشش می‌داد. پس از آن نیروهای رومانیایی بسیج و در کرانه رود پروت مستقر می‌گشتند. انتظار می‌رفت این ارتش دو هفته پس از آغاز جنگ، با بیشتر نیروهای خود از رود پروت بگذرد. طبق پیش‌بینی مارکس در این زمان نیروهای عمل‌کننده از گالیسیا از پیش به ژیتومیر رسیده‌اند. بدین ترتیب مأموریت نیروهای قسمت جنوبی جلوگیری از پیشروی نیروهای شوروی به درون اراضی رومانی و محافظت از میدان‌های نفتی آن از طریق یورش با نیروهای کافی به سمت کی‌یف به عنوان هدف اصلی و رود دنیپر میانی و انهدام نیروهای دشمن در غرب اوکراین و تسلط بر کرانه شرقی دنیپر در نظر گرفته شده بود. در تهاجم قسمت جنوبی توجه عمده بر جناح چپ بود. عملیات‌های آتی با هماهنگی نزدیک با گروه ارتش شمالی انجام می‌گرفت که می‌توانست بین پیشروی به سمت خارکوف در شرق یا حرکت در جانب شمال شرقی متفاوت باشد. در این میان تهاجم ثانویه از خاک رومانی می‌توانست در رود دنیپر میانی به نیروهای اصلی متصل شود. مارکس همچنین مشارکت نیروهای رومانیایی در تصرف بسارابی، اودسا و کریمه را ممکن می‌دانست.
جهت هماهنگی تدارکاتی و ایجاد پایگاه‌های لازم در پشت سر دو گروه ارتش، ستاد ویژه‌ای می‌بایست شکل می‌گرفت. پیشبینی می‌شد شوروی به شکل گسترده‌ای اقدام به انهدام ذخایر تدارکاتی، خطوط آهن و پل‌ها کند که با دیدن تمهیداتی ممکن بود تا حدودی با این مسئله مقابله شود. در اوکراین، لیتوانی و لاتویا، عناصر آلمانی می‌توانستند با سلطه بر پل‌ها و تأسیسات ریلی، از نابودی آن‌ها جلوگیری نمایند. پس از محدوده لهستان، تمامی خطوط آهن می‌بایستی از عرض ریلی روسی به عرض معمول تغییر می‌افتند. برای اداره مناطق تصرف‌شده نیز یک دستگاه حاکمیتی نظامی بر پا می‌شد. ارکان این حاکمیت نظامی در کشورهای حوزه بالتیک، بلاروس و اوکراین، می‌بایست در جهت انتقال قدرت خود به دولت‌های خودمختار غیر کمونیستی محلی تلاش می‌کردند.
بر اساس این طرح، انهدام نیروهای دشمن در مناطق غربی این اجازه را به نیروهای آلمانی می‌داد که با سرعت به عمق اراضی شوروی پیشروی نمایند تا آلمان را از گزند بمب‌افکن‌های راهبردی در امان بدارند. هدف نهایی دستیابی به خطی بود که از رستوف در جنوب آغاز می‌شد و با گذر از گورکی در شرق مسکو تا آرخانگلسک در کرانه دریای سفید در شمال کشیده می‌شد. پیشبینی می‌گردید در نتیجه این پیشروی، مقاومت سازمان‌یافته شوروی فرو بپاشد و منابع لازم جهت اجرای عملیات‌های بزرگ از آن گرفته شود. طبق نظر او اگر پیش از آغاز مرحله سوم، نیروهای شوروی همچنان قادر به نشان دادن مقاومت سازمان یافته باشند، آغاز این مرحله باید به اندازه‌ای که تدارکات لازم جهت ادامه تهاجم به خط مقدم برسد، به تأخیر می‌افتاد که باعث به طول انجامیدن این مرحله بین سه تا شش هفته می‌شد. در ادامه اگر دولت شوروی همچنان فرو نپاشد و وادار به صلح نشود، نیروهای آلمانی می‌بایست به پیشروی خود به طرف کوه‌های اورال ادامه می‌دادند. مارکس می‌پنداشت دولت شوروی با منهدم شدن نیروهایش و از دست دادن ارزشمندترین اراضی اروپایی خود، احتمالاً دیگر نتواند عملیات نظامی ترتیب دهد اما با وجود این که بخش آسیایی روسیه توسعه زیادی ندارد، همچنان ممکن است با استقرار در آن شرایط جنگی را تا مدت نامعلومی ادامه دهد.
مارکس معتقد بود پاسخ راهبردی شوروی در یک دو راهی بنیادین قرار خواهد گرفت. درحالیکه تمایل به برگزیدن راهبردی همانند راهبرد سال ۱۸۱۲ و عقب‌نشینی به عمق کشور وجود خواهد داشت، نیروهای دشمن در شرایط رزم‌های مدرن، با ناتوانی در رها کردن خطوط تدارکاتی و منابع تولید، وادار به حفظ مواضع دفاعی در اراضی غربی خواهند شد. خط پووزک-برزینا-مرداب‌های پریپیات-زبروچ-پروت محتمل‌ترین انتخاب بدین منظور پیشبینی می‌گشت. او یک عقب‌نشینی حداکثر تا رود دوینا را همراه با اقدامات تأخیر آفرین برای مهاجمان در پیشروی و پوشش عقب نشستن نیروها، نیز ممکن می‌دانست. مارکس تنها استثنا در این واکنش دفاعی را امکان تهاجم به رومانی برای قطع منابع نفتی آلمان فرض می‌کرد. او همچنین رویکرد نیروی هوایی و دریایی شوروی (با اشاره ویژه به زیردریایی‌ها) را تهاجمی می‌دید که حملات شدیدی علیه میدان‌های نفتی رومانی انجام خواهند داد و اقدام به محاصره آلمان خواهند کرد. مارکس نیروی هوایی ارتش سرخ را عاملی می‌دانست که می‌بایست جدی گرفته شود. از نگاه مارکس حملات نیروی هوایی دشمن علیه تعداد اندک بزرگ‌راه‌های اصلی می‌توانست بسیار مؤثر واقع شود. شکست این نیرو احتمالاً مدتی به طول می‌انجامید. نیروی دریایی شوروی با برتری در یگان‌های سطحی و زیردریایی‌ها، احتمالاً قادر به دخالت در ترابری سنگ آهن از سوئد و آمد و شد در دریای بالتیک می‌بود. این مسئله هر گونه پیاده‌سازی دریایی در خاک شوروی یا فنلاند و همچنین انتقال منظم تدارکات از طریق دریای بالتیک را منتفی می‌ساخت. تنها پس از تصرف بنادر دریای بالتیک، نیروی دریایی شوروی در موقعیت واماندگی قرار می‌گرفت. در این صورت تنها راه ارتباطی بین شوروی و بریتانیا از طریق اقیانوس منجمد شمالی و دریای سفید می‌بود.
در این شرایط وظیفه لوفت‌وافه از بین بردن نیروی هوایی دشمن، برهم زدن ارتباطات ریلی و جاده‌ای، جلوگیری از تمرکز نیروهای زمینی ارتش سرخ در نواحی جنگلی، پشتیبانی از سر نیزه زرهی ورماخت با حملات بمب‌افکن‌های شیرجه‌ای، آماده‌سازی عملیات‌های هوابرد و امنیت‌بخشی به آسمان گلوگاه‌های مواصلاتی و وظیفه کریگسمارینه از بین بردن ناوگان دشمن در دریای بالتیک، محافظت از ترابری سنگ آهن از سوئد و انتقال تدارکات به محض تصرف بنادر توسط نیروی زمینی، بود.
مارکس با مقداری افزایش برآورد کینتسل، توان ارتش سرخ را ۱۵۱ لشکر پیاده‌نظام، ۳۲ لشکر سواره‌نظام و ۳۸ تیپ موتوریزه برآورد می‌کرد که ۵۵ لشکر پیاده‌نظام، ۹ لشکر سواره‌نظام و ۱۰ تیپ موتوریزه آن در مرزهای فنلاند، ترکیه و ژاپن مستقر هستند و دشمن تنها از مابقی آن‌ها می‌تواند علیه آلمان استفاده نماید. از نقطه نظر او تا پیش از بهار سال ۱۹۴۱ امکان افزایش این مقدار برای شوروی وجود نداشت. او فرض را بر این گذاشته بود که فشار نیروهای ژاپنی شوروی را وادار به حفظ قوای خود در خاور دور خواهد کرد. مارکس همچنین حضور بخشی از نیروهای ارتش سرخ در اطراف مسکو به عنوان قوای ذخیره را نیز مد نظر قرار داده و با وجود این که تمرکز دشمن در اراضی شمالی یا جنوبی را وابسته به تحولات سیاسی دانسته بود، احتمالی می‌داد قدرت نیروهای بخش شمالی آن بیشتر از نیروهای بخش جنوبی باشد. از آن‌جایی که به عقیده او بخش قابل توجهی از نیروهای متحرک شوروی را سواره‌نظام تشکیل می‌داد، او برتری ویژه‌ای برای آلمانی‌ها با در اختیار داشتن ۲۴ لشکر زرهی از این منظر در مقابل آن‌ها قائل بود.
مارکس در ارتباط با طرح عملیاتی خود با سپهبد ارنست-آگوست کوسترینگ، فرستاده نظامی آلمان در شوروی به مشورت پرداخت. کوسترینگ با فرض مسکو به عنوان کلید پیروزی، موافق نبود. به عقیده او تصرف مسکو نمی‌توانست تعیین‌کننده باشد چرا که شوروی مقدار زیادی از منابع صنعتی آن سوی کوه‌های اورال در اختیار داشت و می‌توانست بدون این شهر، شبکه ترابری خود را مجدداً سازمان‌دهی کند.

##### مطالعه فایرآبنت
بررسی جوانب سازمانی، آموزشی و تجهیزاتی مورد درخواست مارکس، توسط سرهنگ دوم گرهارت فایرآبنت صورت گرفت. فایرآبنت از میانه ماه ژوئیه مسئله ترکیب یگان‌های نیروی زمینی جهت استقرار در شرق را مورد مطالعه داشت. در ضمیمه‌ای که از طرف فایرآبنت به «پیش‌نویس عملیاتی شرق» افزوده شد، او به تشریح ارتباط بین این موضوعات و استقرار تاکتیکی تیروها پرداخت. بر مبنای شرایط جغرافیایی و شبکه ترابری هر یک از نواحی پیشروی، فایرآبنت خواهان بررسی مجدد تجربیات کارزار لهستان شد. بر این مبنا، با توجه به این که تمامی جاده‌های مؤثر می‌بایست به شکل اختصاصی توسط یگان‌های متحرک استفاده می‌شد، پیاده‌نظام وادار به استفاده از مسیرهای ثانویه و بی‌راهه‌ها می‌گشت. ا این رو، ساختار و تجهیزات این یگان‌ها می‌بایست منطبق بر این نیاز می‌گردید. نتیجه‌گیری‌های فایرآبنت مبنای فرامین مربوط به آماده‌سازی نیروی زمینی در اراضی شرقی گشت.

#### ارزیابی وضعیت قرمز
مارکس چند هفته پس از ارائه این مطالعه عملیاتی، روز ۱۰ سپتامبر مطالعه دیگری تحت عنوان «ارزیابی وضعیت قرمز» در باب نتایج این عملیات انجام داد که تفاوت قابل توجهی با مطالعه اولیه او داشت. مارکس این بار سعی در تمرکز بر انشعابات ژئوپلیتیک گسترده‌تر در جنگ با شوروی و اشاره به ملاحظات جدید در تحلیل راهبردی خود از کارزار در شرق داشت. او با قطعیت یک ائتلاف بین شوروی و بریتانیا و اندکی بعد با ایالات متحده که از پیش به شکل اقتصادی درگیر جنگ با آلمان بود، پیشبینی می‌نمود که نیروهای محور را که مجبور به دفاع در تمامی جهات هستند، در شرایط محاصره شدید قرار خواهد داد تا منابع نظامی آلمان و ایتالیا را فرسوده سازد. مارکس پیوستن ترکیه به این ائتلاف در تحقق یک «برنامه جنگی قدیمی بریتانیا» را نیز محتمل دانست. در مرحله اولیه این راهبرد، دشمنان به دنبال مسدودسازی کامل دریایی خواهند بود که به عقیده مارکس اجرایی شدن آن مسلم است. مارکس، همانند مطالعه پیشین، فرض را در مرحله نخست جنگ، بر اتکای «جانب قرمز» بر فلج شدن ترابری آلمان در دریای بالتیک توسط نیروهای شوروی یا بریتانیا و متعاقباً لزوم تهاجم شوروی به سوئد به دنبال قطع تأمین سنگ آهن برای آلمان به وسیله آن، گذاشت. حمله متفقین به رومانی، با قرار گرفتن در قالب کلی عملیات ارتش سرخ، نیز می‌توانست از موارد ممکن باشد. مارکس انتظار حملات هوایی به نیمه غربی آلمان را داشت که بریتانیایی‌ها از زمستان ۴۲–۱۹۴۱ قادر به آن خواهند بود. این مسئله با حمله هوایی شوروی به بخش شرقی رایش تکمیل می‌گردید.
بدین ترتیب پیش‌زمینه عملیات‌های تهاجمی توسط متفقین، از شرق و غرب و پیاده‌سازی نیروهای انگلیسی-آمریکایی در اروپا فراهم خواهد آمد. در این هنگام شوروی می‌بایست تنها از نجات خود از تهاجم اولیه آلمان، اطمینان حاصل می‌کرد تا بتواند از توان جمعی استفاده کند و متعاقباً دست به اجرای ضد حملات بزند. مارکس می‌اندیشید این مسئله ممکن است در اواخر سال ۱۹۴۱ اتفاق بیفتد اما احتمال تحقق آن در سال ۱۹۴۲ بیشتر است. حفط مراکز تسلیحاتی اطراف مسکو و لنینگراد، پایگاه‌های دریایی بالتیک و منابع خام اوکراین پیش نیاز این مسئله خواهد بود. به عقیده مارکس فرماندهی ارتش سرخ برای رسیدن به این هدف، با استفاده از یگان‌های متحرک، با بهره‌گیری از شرایط سخت جغرافیایی محور اصلی تهاجم آلمانی‌ها به سمت مسکو، دست به رزم تأخیری خواهد زد. شوروی می‌بایست جهت تضمین پایگاه‌های لازم برای ضد حمله و حفظ بیشتر نیروهای خود، تهاجم آلمان را در خط ریگا-پولوتسک-برزینا-پریپیات-دنیپر-دریای سیاه متوقف کند. اگر عقب‌نشینی بیشتری صورت گیرد ممکن است ارتش سرخ از هم بپاشد و مابقی نیروهای آن تا رود ولگا عقب بنشینند. در این صورت ارتش سرخ به صنایع سیبری و اورال و کمک‌رسانی ایالات متحده وابسته خواهد بود. ژاپن قادر به قطع این دسترسی بود اما مارکس انتظار ورود آن به جنگ در جانب آلمان را نداشت.
چنین صحنه‌آرایی بر مسئله شکست سریع شوروی برای از بین بردن یک دشمن خطرناک و تضمین بقای اقتصادی آلمان تأکید داشت. او همچنان معتقد بود اگر توسعه‌یافته‌ترین اراضی شوروی تصرف شود، مقاومت آن فرو خواهد ریخت و «وضعیت قرمز» محقق نخواهد شد. در نظر مارکس سلطه بر اوکراین و ارتباطات دریای بالتیک، برای بی‌اثر کردن محاصره، در اقتضائات جنگی آلمان حیاتی است. مارکس هم‌اینک بر خلاف گذشته، به این نتیجه رسیده بود که فرماندهی شوروی به جای اتکای تام به مقاومت در طول دوینا و دنیپر، با ساخت چندین خط دفاعی، به تهاجم آلمان واکنش نظام‌مند خواهد داشت و این مسئله ممکن ارتش‌های آلمانی را در خطر گیر کردن در آخرین خط دفاعی شوروی در زمستان بدون به انجام رسیدن نبرد تعیین‌کننده، قرار دهد. بدین جهت، مارکس مجدداً به این موضوع اشاره کرد که به عنوان یک شرط ضروری موفقیت پیش از به پا شدن «ائتلاف قرمز»، هر چه عنصر غافلگیری در ابتدای جنگ بیشتر محقق شود احتمال شکست نیروهای عمده دشمن در نزدیک مرز بیشتر خواهد بود. او همچنین با تأکید بر اهمیت احاطه بر دریای بالتیک و اوکراین، به اصول اولیه عملیاتی خود بازگشته بود. چنین نتیجه‌گیری‌هایی همه برنامه پیشروی بر اساس طرح اولیه او را زیر سؤال می‌برد.

##### پاسخ به ارزیابی وضعیت قرمز
سرلشکر کورت فن تیپلسکیرش، یکی از اعضای ستاد کل نیروی زمینی، با دریافت آرای مارکس نظر او در ارتباط با پیاده شدن نیروهای انگلیسی-آمریکایی در خاک اروپا را رد کرد؛ بلکه او معتقد به تهاجم آن‌ها به شمال آفریقا جهت سلطه تدریجی بر لیبی بود. طبق نظر فن تیپلسکیرش این مسئله، پس از اخراج ایتالیایی‌ها از لیبی، باعث ایجاد پایگاه‌های هوایی در آن برای جنگ با ایتالیا می‌شد. عواقب چنین عملیاتی، با وجود این که بدون شک برای اقدامات جنگی نیروهای محور ناخوشایند بود، به عقیده او موجب درگیر شدن اندازه‌ای از نیروهای آلمانی نمی‌شد که موجب ارتقا زیاد وضعیت شوروی برای اجرای یک تهاجم یا حتی دست زدن به دفاع شود. علاوه بر این، فن تیپلسکیرش بر این باور بود که ژاپن وارد جنگ خواهد شد. به هر صورت این پاسخ چیزی در ارتباط مسئله محوری امکان کش‌دار شدن جنگ توسط «ائتلاف قرمز» مطرح نساخت.
سرهنگ دوم کینتسل در پاسخ، خط دفاعی مستحکم مورد نظر مارکس در شوروی را نامناسب برای دفاع دانست. از طرفی، طبق رای کینتسل، با وجود این که نواحی صنعتی اطراف مسکو و لنینگراد خارج از برد لوفت‌وافه هستند، ناحیه صنعتی شرق اوکراین، با اهمیت برای ارتش سرخ، در برد آلمانی‌ها خواهد بود. کینتسل، بنابراین، نتیجه گرفت که بیشتر ارتش سرخ در غرب این خط ایستادگی و مبارزه خواهد کرد یا در غیر این صورت با اقدامات تأخیر آفرین، با گذر از رود دنیپر در جهت رود ولگا و کوه‌های اورال در شرق عقب خواهد نشست؛ با این حال، به نظر کینتسل، چنین کاری، مخصوصاً با توجه به مسئله تدارکات، به سختی از عهده فرماندهی شوروی برمی‌آمد. در ارتباط با حمله احتمالی شوروی به رومانی، کینتسل معتقد بود این نامطلوب‌ترین حالت برای آلمان است و اگر موفق باشد آلمان را تماماً به هر آنچه ذخایر نفتی که دارد محدود می‌سازد اما از آن‌جایی که شوروی در هیچ صورتی خود جنگ را شروع نخواهد کرد چنین اقدام جسورانه‌ای از طرف آن را با توجه به ظرفیت پیشگیرانه آلمان، می‌توان نادیده گرفت و انتظار نداشت.
به هر صورت با وجود دریافت چنین واکنش‌هایی، هیچ نشانه‌ای از رسیدن این مطالعه ثانویه به دست هالدر وجود ندارد و این پیشبینی‌های مارکس تأثیری بر طرح‌ریزی‌های آینده نگذاشت.

### طرح فن لوسبرگ (فرماندهی عالی ورماخت)
با وجود برنامه‌ریزی‌ها و آماده‌سازی‌های فرماندهی عالی نیروی زمینی، هیتلر همچنان هیچ اعلام رسمی از تصمیم خود صورت نداده و هیچ فرمانی در ارتباط با آماده‌سازی یک برنامه تهاجمی در شرق صادر نکرده بود. نهایتاً ۲۹ ژوئیه، هیتلر در دیداری خصوصی با آلفرد یودل، او را از تصمیم جدید خود مبنی آغاز یورش در بهار سال بعد آگاه کرد و خواهان شروع آماده‌سازی‌ها شد. به هر صورت، با توجه به ساختار رهبری نیروهای مسلح آلمان، فرمان پیشوا به فرماندهی عالی ورماخت در ابتدا تنها به معنای ایجاد هماهنگی بین ملزومات ایجاد شده در اثر مأموریت نیروی زمینی، با سایر نیروها و انطباق آن‌ها با ظرفیت‌های اقتصاد جنگ بود و هر گونه طرح‌ریزی عملیاتی همانند آنچه ستاد کل نیروی زمینی در حال انجام آن بود و اختیار صدور فرمان را دربرمی‌گرفت.
دو روز بعد در ۳۱ ژوئیه، در کنفرانس بزرگ «شرایط کلی جنگ» در برگهوف، هیتلر فرماندهان عالی نظامی را نیز از این تصمیم مطلع ساخت و به شرح دلایل و اهداف آن پرداخت. هیتلر در این کنفرانس اذعان نمود شوروی هر چه سریع‌تر شکست بخورد بهتر است. به عقیده او تصرف اراضی به تنهایی راضی‌کننده نخواهد بود و تمامی عملیات هنگامی معنا پیدا خواهد کرد که دشمن به یک باره در هم کوبیده شود. هیتلر در ادامه خاطر نشان ساخت اجرای عملیات در همین سال قابل ترجیح است اما دست زدن به آن عملی به نظر نمی‌رسد؛ چرا که توقف تهاجم در طول ماه‌های زمستان می‌تواند خطرناک باشد. به همین جهت بهترین کار این است که تا ماه مه سال ۱۹۴۱ صبر و سپس عملیات در طی پنج ماه به نتیجه موفقیت‌آمیز رسانده شود. او دو تهاجم واگرا را بدین منظور پیشبینی نمود: یک تهاجم در جنوب به سمت کی‌یف و رود دنیپر به همراه خنثی‌سازی ناحیه اودسا توسط لوفت‌وافه و تهاجم دیگر در شمال از طرق منطقه بالتیک به سمت مسکو. عملیات ثانویه‌ای نیز جهت تسلط بر میدان‌های نفتی باکو بعد از آن انجام می‌گرفت. هیتلر در نظر گرفتن رومانی و فنلاند به عنوان متحد را ممکن خواند اما مجارستان را چنین ندانست. او با افزایش برآورد پیشین خود، آلمان را نیازمند ۱۸۰ لشکر جهت محقق کردن اهداف آینده خود دانست که ۱۲۰ لشکر از آن به جبهه شرقی اختصاص میافت. بدین منظور نیروی زمینی می‌بایست ۴۰ لشکر دیگر در مناطق امن که دور از دسترس نیروی هوایی بریتانیا است، ایجاد می‌نمود. بدین شکل هیتلر در نهایت ماه مه سال ۱۹۴۱ را «تاریخ موقت» آغاز تهاجم معین ساخت. به اذعان والتر وارلیمونت، معاون یودل، هیتلر معتقد بود تقابل با بلشویسم اجتناب‌ناپذیر است و این جنگ بهتر است هم‌اکنون در اوج تسلط نظامی آلمان بر اروپا اتفاق بیفتد.
به این منظور به دستور سپهبد یودل، سرهنگ دوم برنارد فن لوسبرگ طرحی تا حدود زیادی به ابتکار خود و مقداری مشارکت یودل، از جانب فرماندهی عالی ورماخت مهیا ساخت که با فرمان فیلدمارشال ویلهلم کایتل، رئیس فرماندهی عالی ورماخت، ۸ اوت با عنوان «آماده‌سازی شرق» خطاب به فرماندهی عالی ورماخت ابلاغ شد. این طرح فرمان به احداث زیرساخت‌های نظامی لازم شامل راه‌ها، پل‌ها، استحکامات دفاعی، فرودگاه‌ها، آشیانه‌ها، انبارهای ذخیره‌سازی سوخت و مهمات و ارتقا خطوط آهن داده بود. در کنار این، برنامه ایضایی کاملاً هماهنگی نیز جهت مخفی نگاه داشتن قصد این اقدامات در نظر گرفته شده بود. بدون مبنا قرار دادن طرح فرماندهی عالی نیروی زمینی، فن لوسبرگ طرح دیگری نیز با نام «مطالعه عملیاتی شرق» در ۱۵ ماه سپتامبر ارائه نمود.

#### مطالعه عملیاتی شرق
طرح فن لوسبرگ اساساً شباهت‌های زیادی به طرح مارکس داشت. او مطالعه خود را با تعیین کلیات اهداف آغاز کرد که به صورت انهدام بخش عمده ارتش سرخ در مناطق غربی جهت جلوگیری از عقب‌نشینی عناصر توانمند آن به عمق روسیه و سپس قطع ارتباط غرب روسیه با دریاها و پیشروی تا خطی که مهم‌ترین بخش‌های روسیه را در دست آلمانی‌ها قرار می‌دهد و امکان ساده ایجاد دفاعی در مقابل روسیه آسیایی را فراهم می‌آورد، تشریح گردید. فن لوسبرگ نیز در این طرح بر لزوم تمرکز نیروهای تهاجم در شمال منطقه مردابی پریپیات تأکید کرد تا این نیروها بتوانند در کوتاه‌ترین مسیر از طریق اسمولنسک خود را به مسکو برسانند. بر اساس این طرح در مجموع سه گروه ارتش برای عملیات استقرار می‌یافتند. دو گروه ارتش در شمال مرداب‌های پریپیات بودند و سومی در جنوب آن قرار می‌گرفت. گروه ارتش شمال می‌بایست از طریق منطقه بالتیک با گذر از رود دوینا به سمت لنینگراد یورش می‌برد. درحالیکه قدرتمندترین گروه ارتش در مرکز خط مقدم به همراه بیشتر لشکرهای موتوریزه و زرهی، می‌بایست با نبردهای محاصره‌ای در مینسک و اسمولنسک به سمت مسکو پیشروی می‌کرد. فن لوسبرگ برای گروه ارتش جنوب دو نقطه تمرکز یکی در جنوب لهستان و دیگری در طول کرانه شمالی دریای سیاه در رومانی پیش‌بینی می‌نمود. هدف این نیرو اعمال محاصره از دو جهت علیه نیروهای ارتش سرخ در بین دریای سیاه و مرداب‌های پریپیات تلقی می‌گردید تا پیش از آن که اقدام به عبور از رود دنیپر شود مقاومت دشمن از بین برود. در ادامه این گروه ارتش شرق اوکراین را به سلطه درمی‌آورد و با عناصر گروه ارتش مرکز اتصال برقرار می‌کرد.
بر طبق طرح فن لوسبرگ پس از سلطه گروه ارتش مرکز بر اسمولنسک، ادامه تهاجم به پیشروی گروه ارتش شمال بستگی پیدا می‌کرد. اگر این گروه ارتش به اندازه کافی قدرتمند ظاهر می‌شد و می‌توانست سیر حرکت خود به سمت لنینگراد را حفظ کند، گروه ارتش مرکز تمامی نیروهای خود را در ادامه یورش به سمت مسکو به کار می‌برد. در غیر این صورت، گروه ارتش مرکز می‌بایست متوقف می‌شد تا بخشی از نیروهای خود را جهت یاری گروه ارتش شمال عازم سازد. این طرح در ناحیه فنلاند، خواهان تمرکز تمامی نیروهای در دسترس آلمانی و فنلاندی در جنوب بود و هیچ تهاجمی به سمت مورمانسک برنامه‌ریزی نکرده بود. بر این اساس نیروهای فنلاندی در هماهنگی با گروه ارتش شمال می‌بایست از طریق باریکه کارلیا به سمت لنینگراد می‌رفتند یا در شرق دریاچه لادوگا راه تیخوین را پیش می‌گرفتند. فن لوسبرگ ارتش سرخ را از پیش در حالت بسیج می‌دادند و متعاقباً، همانند مارکس، افزایش قابل توجه در تعداد آرایش‌های آن تا پیش از بهار سال ۱۹۴۱ را دور از انتظار می‌شمارد. او همچنین با درگیر بودن بخشی از نیروهای شوروی در مرزهای فنلاند، رومانی، قفقاز و خاور دور موافق بود. فن لوسبرگ برای نیروی هوایی شوروی، با وجود توان عددی بالا، قابلیت اجرای عملیات عمده با هدایت مرکزی قائل نبود او خط نهایی پیشروی را آرخانگلسک-گورکی-ولگا-دون معرفی می‌سازد. فن لوسبرگ در طرح خود برای این پیشروی هیچ برنامه زمانی مطرح نکرد. فن لوسبرگ می‌پنداشت حتی با در نظر گرفتن منطقه صنعتی اورال، غیرممکن است شوروی بتواند پس از از دست دادن اراضی اروپایی و ارتباط خود با دریاها قادر به مقاومت باشد. به هر صورت به عقیده او رسیدن به خط نهایی پیشروی امکان بمباران ناحیه اورال را فراهم می‌آورد.
فن لوسبرگ، تا حدود زیادی همانند مارکس، وظیفه لوفت‌وافه را پشتیبانی از عملیات‌های زمینی در نقاط تمرکز، برهم ریختن شبکه خطوط‌آهن دشمن و تسخیر نقاط کلیدی با نیروهای چترباز و پیاده‌سازی هوایی یگان‌ها می‌داند. فن لوسبرگ در ارزیابی فرصت‌های عملیاتی کریگسمارینه، مجدداً تا حدود زیادی همانند مارکس، شوروی را دارای برتری دریایی فرض می‌کرد؛ بنابراین وظیفه اصلی کریگسمارینه محافظت از مواضع ساحلی آلمان و مسدود ساختن خروجی دریای بالتیک در مقابل اقدام یگان‌های دریایی دشمن برای گریز از آن بود. بر این اساس، تنها پس از پاکسازی پایگاه‌های دریایی شوروی، از جمله در لنینگراد، با عملیات‌های نیروی زمینی، ارتباطات در دریای بالتیک امن می‌شد. تنها در این صورت تدارکات می‌توانست از طریق دریا به جناح شمالی نیروی زمینی برسد.
فاصله بین مطالعه مارکس و این مطالعه، به فن لوسبرگ اجازه داد تحولات سیاسی سریع شرق اروپا مشخصا در رومانی را در طرح‌ریزی خود وارد کند. او در این مطالعه سه حالت را به عنوان واکنش شوروی در مقابل تهاجم آلمان پیشبینی می‌کرد. نخست این که شوروی اقدام به تهاجم پیش‌دستانه کند که البته وقوع آن با توجه به شرایط نظامی موجود، احتمالی کمتری داشت؛ چرا که فرماندهی و نیروهای ارتش سرخ ناتوان از اجرای یک تهاجم در مقیاس بزرگ علیه پروس شرقی یا شمال لهستان فرض می‌شد. با این حال درجه‌ای از خطر همچنان فنلاند و رومانی را تهدید می‌کرد. تهاجم ارتش سرخ به فنلاند موقعیت شوروی را بهبود نخواهد یافت و حتی با حمله آلمان به سمت لنینگراد این نیروهای ارتش سرخ تهدید خواهند شد. تهاجم شوروی به میدان‌های نفتی رومانی، احتمالاً تنها با آرایش‌های پرنده، با هدف از بین بردن پایگاه تأمین آلمان، می‌بایست توسط نیروهای آلمانی و سازماندهی دفاع رومانی دفع می‌شد. در دومین حالت که محتمل‌ترین حالت در نزد فن لوسبرگ بود، ارتش سرخ در طول مرزهای غربی خود دست به دفاع شدیدی می‌زد تا از پایگاه‌های نیروی هوایی خود محافظت نماید. از طرفی جایگاه شوروی به عنوان یک قدرت نظامی عقب‌نشینی را برای آن غیر محتمل می‌کرد. در سومین حالت شوروی با بازگشت به راهبرد سال ۱۸۱۲ خود اقدام به عقب‌نشینی به عمق می‌نمود و تنها در صورت لزوم با اقدامات محافظت پسین با نیروهای آلمانی مواجهه پیدا می‌کرد. در این حالت بیشتر نیروهای ارتش سرخ مواضع دفاعی در طول رودهای عمده دوینا و دنیپر برقرار می‌ساختند. این حالت نیز در نزد فن لوسبرگ نامحتمل به نظر می‌رسید؛ چرا که اهمیت و ارزش اقتصادی اوکراین امکان رها کرد آن را نمی‌داد. بدین ترتیب انتظار می‌رفت شوروی تلاش به حفظ خط مقدم در خط مرزی یا نزدیکی آن بکند. به عقیده او در صورتی که قوای قدرتمندی از شوروی در همان ابتدا به‌کارگرفته شوند، ارتش سرخ شکست خواهد خورد و یک عقب‌نشینی منظم برای غالب نیروهای آن غیر قالب اجرا خواهد شد.
فن لوسبرگ درک روشنی‌تری نسبت به گستردگی بالای اراضی عملیاتی در قیاس با مارکس، حاصل کرده بود. بر این مبنا او تحرکات راهبردی اولیه را با مقداری در نظر داشتن مشکلات تدارکاتی برنامه‌ریزی کرده بود. از این رو یاری رسانی گروه ارتش مرکز به گروه ارتش شمال در محاصره و انهدام نیروهای دشمن در یک محدوده وسیع در منطقه بالتیک، نیز علاوه بر اهمیت نظامی، در جهت سلطه بر بنادر این منطقه به منظور انتقال تدارکات به خط مقدم از طریق آن‌ها جهت حرکت به سمت مسکو انجام می‌گرفت. او همچنین به مقدار بسیار بیشتری به میزان مشکلات تدارکاتی در عمق اراضی دشمن، جایی که تدارکات رسانی از بنادر دریاهای بالتیک و سیاه بدان اثر کمی می‌گذاشت، توجه کرده بود. بدین جهت از نیروها خواسته می‌شد جهت کاهش فشار بر ادوات تدارکاتی استاندارد، بر استفاده از ادوات ریلی غنیمتی با عرض بزرگت‌تر شوروی که او امیدوار در مناطق تصرف شده تحصیل شوند، تأکید داشته باشند. از این جهت او خاطر نشان می‌سازد بدون استفاده خطوط آهن شوروی جهت تسهیل مرحله بعدی پیشروی، یک نظام تدارکاتی تنها بر مبنای جاده‌ها کافی نخواهد بود.
فن لوسبرگ نارضایتی‌های داخلی در شوروی را منبع قابل اتکایی در پشتیبانی از تلاش آلمان بر سلطه بر شوروی، شناسایی می‌کند. او معتقد است تجربه وحشتناک مردم اوکراین از حاکمیت استالین، موجب خواهد شد از نیروهای آلمانی به عنوان آزادی‌بخش از سرکوب کمونیسم، استقبال شود. او تحریک احساسات حمایت کننده از آلمان یا حداقل ضد شوروی توسط جاسوسان آلمانی را ممکن می‌داند تا از این مردم برای خرابکاری در اتصالات حساس ریلی شوروی استفاده شود. فن لوسبرگ با نگاهی فراتر، تشکیل یک دولت اوکراینی در جهت امیال آلمانی‌ها، را نیز پیشبینی می‌کند. او در این مطالعه معتقد است به جز اهالی منطقه بالتیک و سایر سرزمین‌های به تازگی اشغال شده شوروی، مابقی مردم غیر روس شوروی تا حدود زیادی از تهاجم آلمان حمایت می‌کنند. با این حال ۱۰ اکتبر فن والتر، یکی از مشاوران سفارت آلمان در شوروی که از طریق یکی دیگر از کارکنان سفارتخانه که عموزاده فن لوسبرگ بود، از چنین طرحی در فرماندهی عالی ورماخت مطلع شده بود، در دیدار با نماینده وزارت خارجه آلمان در نیروی زمینی، با پیشبینی قرار گرفتن کل جمعیت شوروی پشت حکومت آن و عدم وقوع قیام بین آن‌ها، با هر گونه در نظر گرفتن مخالفان ملی، نژادی و مذهبی در شوروی به عنوان عامل قابل‌محاسبه مثبت به صراحت ابراز مخالف کرد و نسبت به آن هشدار داد.
با توجه به روابط نزدیک پرسنل فرماندهی عالی ورماخت و فرماندهی عالی نیروی زمینی در سطح عملیاتی، به هر صورت احتمالا طرح مارکس بر مطالعه راهبردی فن لوسبرگ تأثیر گذاشت. با این وجود، علت دیگر شباهت بالای طرح فن لوسبرگ به طرح مارکس را می‌توان در یکسان بودن بیشتر مواد اطلاعاتی که توسط ستاد کل بدین منظور در اختیار فن لوسبرگ قرار گرفته بود با اطلاعات مارکس دانست. به هر حال با توجه به این که طرح‌ریزی فن لوسبرگ پنج هفته پس از مارکس آغاز شد و تفکرات و موقعیت یودل نسبت به هالدر به هیتلر نزدیک‌تر بود، می‌توان نتیجه گرفت طرح دوم به آرای هیتلر مشابهت بیشتری داشت. نقش اصلی فن لوسبرگ روشن ساختن تفکرات هیتلر در مراحل نهایی عملیات به‌خصوص در چرخش نیروها از مرکز به شمال و جنوب در آماده‌سازی برای تهاجم به مسکو و انعطاف‌پذیری عملیات‌های متعاقب آن بود.

### مطالعه و اصلاحات پائولوس
سوم سپتامبر، هالدر ضمن برگزیدن سرلشکر فریدریش پائولوس، رئیس ستاد ارتش ششم، به عنوان معاون رئیس ستاد عملیات‌های فرماندهی عالی نیروی زمینی، وظیفه اختلاف‌زدایی از فرماندهی‌های عالی ورماخت و نیروی زمینی و توسعه بیشتر طرح مارکس را به او محول ساخت. کار بر روی طرح ابتدایی پائولوس برای جایگیری نیروهای آلمانی در مناطق شرقی با عنوان «استقرار در شرق» تا میانه ماه سپتامبر به اتمام رسید. او طرح نهایی خود را نیز در عرض دو هفته تکمیل و تحت عنوان «بنیان‌های عملیات روسیه» در پایان ماه اکتبر ارائه کرد.

#### بنیان‌های عملیات روسیه
پائولوس در این مطالعه راهبردی معتقد بود تعدد نیروهای شوروی، گستردگی اراضی، تنوع شرایط جبهه روسیه و لزوم شکست دشمن با تأخیر حداقلی موجب بروز مجموعه‌ای از مشکلات می‌شود که برای بسیاری از آن‌ها نمی‌توان راه حل کاملاً راضی کننده‌ای یافت. به تصور او نسبت نیروها اصلاً به نفع آلمان نبود؛ چرا که در مقابل ۱۷۰ لشکر ارتش سرخ به همراه مقدار قابل توجهی نیروی کمکی، آلمان در بهترین حالت می‌توانست ۱۴۵ لشکر از جمله ۱۹ لشکر زرهی وارد میدان کند. بر این اساس، امکان افزودن بخش‌های کوچکی از نیروهای رومانیایی و فنلاندی به مجموع این مقدار وجود داشت اما تجهیزات، ظرفیت‌ها و بهره‌وری رزمی آن‌ها پایین‌تر از نیروهای آلمانی بود. پائولوس تنها راه جبران این کاستی را تجمیع نیروها در نقاط حساس با پذیرش ریسک در نقاط دیگر می‌داند. او بهره‌وری نسبی رزمی را کاملاً روشن نمی‌پندارد. در این مطالعه سربازان و فرماندهان آلمانی دارای تجربه رزمی بیشتر معرفی می‌شوند اما اذعان می‌گردد که سربازان شوروی نیز نباید دست کم گرفته شوند. بر این مبنا بروز بلافاصله نشانه‌هایی از فروپاشی در ارتش سرخ نیز محل شک بود. با این حال سطح فرماندهان شوروی به‌خصوص در تصمیم‌گیری‌های سریع در جنگ متحرک، پایین‌تر از متوسط فرماندهان آلمانی خوانده شده بود. به عقیده پائولوس عنصر غافلگیری در آغاز تهاجم احتمالاً بخشی از کاستی عددی نیروهای آلمانی را جبران می‌کرد. بدین منظور اقدامات فریب گسترده‌ای به منظور دستیابی به غافلگیری می‌بایست انجام می‌گرفت.
در ارتباط با گستردگی پهنا و عمق اراضی عملیاتی، همه چیز به توانایی نیروی زمینی آلمان در جلوگیری از بهره بردن دشمن از این مزیت وابسته شده بود. به عقیده پائولوس این که آیا دشمن اقدام به نبرد در خط مرزی خواهد کرد یا به شکل سازمان یافته عقب خواهد نشست، قابل پیشبینی نبود. در هر صورت جهت انهدام سریع آن، درگیر شدن با دشمن در سریع‌ترین حالت ممکن، ضروری تلقی شده بود. پراکندگی نیروهای آلمانی و اقدامات فریب می‌بایست در جهت تحقق این مقصود انجام می‌گرفت و به نیروهای دشمن نبایست هر گونه فرصت عقب‌نشینی به عمق اراضی اروپایی خود داده می‌شد. ارتباط نیروهای زیادی از دشمن با عقبه آن‌هامی‌بایست قطع و این نیروها وادار به مبارزه در یک جبهه معکوس می‌شدند. با توجه به کمبود نیروی لازم، نیروی زمینی آلمان نمی‌توانست در تمامی طول خط مرزی به شکل همزمان اقدام به تهاجم کند؛ بدین منظور می‌بایست اقدام به گشودن شکاف‌هایی در خط مقدم دشمن در نقاط حساس جهت به محاصره درآوردن و انزوای نیروهای آن برای انهدام آن‌ها پیش از فرصت یافتن برای عقب‌نشینی، می‌شد.
در این مطالعه مسئله برگزیدن بهترین زمان با فاصله زیاد نسبت به عملیات‌های قبلی دارای اهمیت خوانده شده بود. بر این اساس جهت عملیات در روسیه، ماه‌های مه تا اکتبر تنها دوره زمانی بود که تضمین منطقی از شرایط مساعد ارائه می‌کرد؛ چرا که فصل گل‌آلود از اواخر ماه اکتبر و زمستان وحشتناک روسیه متعاقب آن آغاز می‌شد. تا زمانی که آب‌وهوا مساعد بود عملیات می‌بایستی با موفقیت به پایان می‌رسید و فواصل ۸۰۰ تا ۱۰۰۰ کیلومتری در طول آن طی می‌شد.
این مطالعه بنابر داده‌های اطلاعاتی معتقد بود دو تمرکز اصلی نیروی‌های شوروی یکی با حدود ۷۰ لشکر در اوکراین و دیگری با قریب به ۶۰ لشکر در بلاروس در نزدیکی و غرب مینسک بود. به نظر می‌رسید تنها ۳۰ لشکر در منطقه بالتیک مستقر باشند. بر طبق محاسبات پائولوس با آماده‌سازی پس از آغاز جنگ، شوروی قادر خواهد بود با یگان‌های مناطق دیگر و آرایش جدید، در ماه آغازین ۳۰ تا ۴۰ لشکر و تا شش ماه ۱۰۰ لشکر دیگر نیز ایجاد کند. بنابر این مطالعه نحوه جایگیری نیروهای شوروی امکان تهاجم آن‌ها در جهت ورشو را فراهم آورده بود. در صورت حمله نیروهای آلمانی مشخص نبود این قوای ارتش سرخ اقدام به مقابله در ناحیه مرزی خواهند کرد یا دست به اقدامات تأخیر آفرین خواهند زد. آنچه مسلم بود این مسئله بود که آن‌ها به اراده خود فراتر از رود دوینا و دنیپر عقب نخواهند نشست؛ چرا که در این صورت مراکز صنعتی آن‌ها بدون محافظت می‌ماند.
از منظر جغرافیایی این مطالعه معتقد بود جنگل‌ها و اراضی مردابی تقریباً غیرقابل عبور پریپیات نواحی عملیاتی غرب رودهای دوینا و دنیپر را به دو قسمت تقسیم کرده‌است. راه‌های قسمت جنوبی ضعیف برآورد می‌گشت. شریان‌های اصلی مواصلاتی دنبال کننده مسیر رودخانه‌ها تلقی می‌شد که موجب جهت شمال به جنوب آن‌ها می‌گشت. نظام ارتباطات شمال مرداب‌های پریپیات مناسب‌تر خوانده شده بود. بر این اساس بهترین شبکه جاده‌ای و ریلی بین ورشو و مسکو یافت می‌شد که شرق به غرب کشیده شده و در جهت پیشروی آلمانی‌ها بود. شریان‌های مواصلاتی منتهی به لنینگراد نیز کاملاً مناسب فرض می‌شد. یک پیشروی سریع در قسمت جنوبی در اثر مواجهه با موانع رودهای بزرگ با اختلال مواجه می‌شد؛ درحالیکه در قسمت شمالی تنها می‌بایست از یک رود دوینا گذر می‌شد. این مطالعه ابراز می‌داشت به کمک بخش شمالی امکان رسیدن به مسکو فراهم بود اما ارتش سرخ به سادگی آن را رها نمی‌کرد و نیروهای آلمانی برای دستیابی به این موضع می‌بایست ضربه جدی بدین منظور به آن وارد می‌آورد. بر این اساس، در مقایسه بخش جنوبی اهمیت نظامی کمی داشت و نیروهای شوروی در آن راحت‌تر می‌توانستند زمین را با زمان معاوضه کرده و به خط جدیدی احتمالاً در پشت رود دنیپر عقب بنشینند. با این وجود در مناطق جنوبی مقاصد اقتصادی قابل توجهی از جمله اراضی کشاورزی، معادن زغال‌سنگ و میدان‌های نفتی وجود داشت. با این حال، علاقه نیروی زمینی در کسب پیروزی نظامی و نه مزیت‌های اقتصادی، بود. بر این اساس هر چه عملیات زودتر به پایان می‌رسید، پیروزی حاصل از آن قاطع‌تر و کسب مزایای اقتصادی مطمئن‌تر می‌گشت. بنا بر این دلایل، این مطالعه نتیجه گرفت تمرکز اصلی می‌بایست بر شمال مرداب‌های پریپیات قرار بگیرد و تهاجم اصلی از راه اسمولنسک به جانب مسکو انجام شود.

### مطالعات ستاد گروه ارتش‌ها
روز ۲۸ نوامبر فرماندهی عالی نیروی زمینی به رؤسای ستادهای گروه ارتش‌های آ، ب و سی دستور داد مطالعات عملیاتی مستقل خود را در زمینه تهاجم به شوروی به انجام برسانند. مطالعات ژنرال فن سالموت، رئیس ستاد گروه ارتش ب و ژنرال برنکه، رئیس ستاد گروه ارتش سی مشابه رویکرد عملیاتی پائولوس بودند. با این حال مطالعه ژنرال گئورگ فن زودنشترن، رئیس ستاد گروه ارتش آ که روز ۷ دسامبر تکمیل شد، رویکرد بدیعی به مسئله نشان می‌داد. فن زودنشترن بر خلاف هالدر معتقد بود تمرکز اصلی نیروهای شوروی در منطقه نظامی کی‌یف صورت گرفته‌است. او در این مطالعه با توجه به وسعت اراضی عملیاتی و گستردگی خط مقدم و همچنین با در نظر خط مقاومت دشمن در طول رودها، طرح محاصره بزرگ نیروهای دشمن با جناحین داخلی گروه ارتش‌های شمال و جنوب مرداب‌های پریپیات را ارائه نموده بود. فن زودنشترن این طرح را تنها شانش رسیدن به هدف اصلی یعنی مسکو در طول زمان در دسترس می‌دانست. دو گروه ارتش شمالی و جنوبی با یک گروه ارتش ضعیف‌تر در مقابل حملات انحرافی از مرداب‌های پریپیات، با حمله به این مرداب‌ها توسط آن، پوشش داده می‌شد. این گروه ارتش کوچک‌تر مرکزی با پیشروی داخل مرداب‌های پریپیات، بخش اعظم نیروهای دشمن را به درون حلقه محاصره حرکت گازانبری دو گروه ارتش دیگر، می‌راند. بر این اساس پس از پایان این مرحله نخست، گروه ارتش‌های شمالی و جنوبی به شکل متحد مستقیماً به سمت مسکو پیش می‌رفتند. جناحین این حرکت بدون اتصال به دریاهای بالتیک و سیاه، با تهاجمات ثانویه به طرف پسکوف، توروپتس، کورسک و خارکوف پوشش می‌یافت. به عقیده زودنشترن با تصرف قلب صنعتی دشمن امید می‌رفت حصول یک توافق صلح مطلوب تضمین گردد. میزان تأثیر چنین طرح رادیکال و رویکرد عملیاتی غیر متعارفی از طرف فن زودنشترن بر طرح‌ریزی‌های آینده فرماندهی عالی نیروی زمینی مشخص نیست.

## شبیه‌سازی‌ها
شبیه‌سازی‌های عملیاتی از ۲۹ نوامبر تا ۷ دسامبر به میزبانی پائولوس برگزار شد. این شبیه‌سازی‌ها به منظور کسب اطلاعات از میزان نیروهای لازم برای عملیات، مطلوب‌ترین شیوه عمل و عکس‌العمل‌های مفروض دشمن طراحی گشته بود. پائولوس این شبیه‌سازی‌ها را به سه مرحله تقسیم نمود. نخستین مرحله از روز ۲۹ نوامبر به آغاز تهاجم و نبردهای اولیه در نزدیکی مرز اختصاص یافت. در این مرحله که نشان‌گر هشت روز نخست عملیات بود، بیش از همه مشخص شد دو گروه زرهی گروه ارتش مرکز هنگام نفوذ در عمق اراضی دشمن جهت به محاصره درآوردن نیروهای آن، با مقاومت شدیدی در جناحین درونی و بیرونی مواجه و همزمان زیر ضد حملات متمرکز نیروهای دیگری از دشمن قرار خواهند گرفت که حتی منجر به توقف آن‌ها می‌شود. در پی این مسئله پائولوس یک سپاه پیاده‌نظام را جهت یاری در تهاجم اولیه به هر گروه زرهی اختصاص داد تا یگان‌های موتوریزه به منظور پیشروی حداکثری آزاد شوند. این شبیه‌سازی‌ها همچنین برای گروه ارتش جنوب نشان‌گر این بود که با توجه به مشکلات استقرار نیرو در رومانی، نیروی در دسترس و مسائل فرماندهی، تمرکز اصلی می‌بایست به روشنی بر بخشی از نیرو که از لهستان پیشروی می‌کردند، نهاده می‌شد. هالدر به همین جهت 
در مرحله دوم از روز سوم دسامبر شبیه‌سازی با ادامه تهاجم از روز بیستم عملیات تا خط کی‌یف-مینسک-دریاچه پیپوس ادامه پیدا کرد. در این مرحله پیشروی بر طبق برنامه زمانی صورت گرفت و دستیابی به خط مورد نظر محقق شد. با این حال با وجود تحمل خسارات فراوان نیروهای دشمن توانستند تا خط دنیپر-دوینا عقب بنشینند و خط مقدم ممتد جدیدی در آن برقرار سازند. برخی فرماندهان مشارکت‌کننده در شبیه‌سازی حتی اذعان داشتند دشمن در این نقطه نیز متوقف نخواهد شد و با اقدامات تأخیر آفرین و «زمین دادن و زمان خریدن» به سمت مسکو عقب‌نشینی خواهند کرد. ضرورت یک توقف سه هفته‌ای برای آلمانی‌ها به منظور تمرکز و سازمان‌دهی مجدد نیروها، بهبود وضعیت یگان‌های زرهی و موتوریزه و مهم‌تر از همه برقراری پایگاه‌های تدارکاتی در اراضی پیشین عیان گردید. در این شبیه‌سازی‌ها جبهه طولانی گروه ارتش جنوب موجب پراکنده شدن ارتش‌های آن در منطقه وسیعی گشت و امکان فراهم آوردن یک نیروی متمرکز جهت محاصره کی‌یف را از آن گرفت. در چنین موقعیتی فرمانده این گروه ارتش خواستار استفاده موقت از یگان زرهی گروه ارتش مرکز و دریافت مقداری نیروی کمکی از یگان‌های ذخیره نیروی زمینی شد. در طرف دیگر به نظر می‌رسید پاکسازی کشورهای حوزه بالتیک برای گروه ارتش شمال زمان‌برخواهد بود و این مسئله بر عملیات‌های گروه ارتش مرکز اثر خواهد گذاشت. بر این مبنا اگر جناح چپ گروه ارتش شمال با تضعیف جناح راست آن تقویت می‌شد، جناح چپ گروه ارتش مرکز را در مقابل ضد حملات ارتش سرخ آسیب‌پذیر می‌نمود. این شبیه‌سازی‌ها برای نیروهای شمالی لزوم توجه به جناح راست در ولیکیه لوکی یا دریاچه ایلمن جهت آماده‌سازی تهاجم به لنینگراد را نشان داد. بدین جهت درخواست مشابهی توسط فرمانده گروه ارتش شمال که می‌بایست جناح راست خود را به پیش می‌برد تا در هنگام از سرگیری حرکت گروه ارتش مرکز، پوشش لازم در جناح آن را تأمین نماید، مطرح گشت. در همین حال، فرمانده گروه ارتش مرکز ضمن تأیید اهمیت عملیات دو گروه ارتش دیگر، اذعان داشت تصرف مسکو به عنوان هدف اصلی، نیازمند حداکثر توان در گروه‌های زرهی مرکزی است؛ بنابراین گروه ارتش‌های شمال و جنوب می‌بایست با همان نیروهای موجود خود به عملیات ادامه دهند.
مرحله پایانی شبیه‌سازی نیز با صورت گرفتن در روز هفتم دسامبر در ارتباط با دستیابی به اهداف فراتر از خط نهایی بود.
این شبیه‌سازی‌ها در مجموع به پائولوس نشان داد ورماخت از برتری عددی چندانی برخوردار نیست و به اندازه شوروی نمی‌تواند نیروی کمکی ایجاد کند. از این رو و با توجه به ابعاد جغرافیایی حوزه عملیاتی، مقدار نیروهای آلمانی و عامل حساس زمان، میزان تأثیرگذاری یگان‌های متحرک اهمیت بسزایی در تعیین نتیجه عملیات در شرق خواهد داشت. به هر صورت در نهایت تأکید اصلی شبیه‌سازی پائولوس بر محور مسکو قرار گرفت و بر اهمیت آغاز عملیات سلطه بر آن حداکثر پس از چهل روز از شروع جنگ اشاره شد. بر این اساس لنینگراد در شمال و ناحیه دونتس در جنوب به وضوح اهداف ثانویه معرفی گردیدند. بدین سبب یکی از وظایف مهم دو گروه ارتش دیگر مراقبت از جناحین گروه ارتش مرکز خوانده شد که می‌بایست در محور مینسک-اسمولنسک، تهاجم تعیین‌کننده‌ای به سمت مسکو انجام می‌داد. بدین ترتیب گروه ارتش جنوب می‌بایست مأموریت خود در محاصره کی‌یف را بدون هیچ کمک خارجی به انجام می‌رساند. این گروه ارتش می‌بایست با متمرکز ساختن بیشتر نیروهای خود در جناح شمالی، نیروهای دشمن را غرب خط خارکوف-کورسک به محاصره درمی‌آورد. با تحقق این خط جناح جنوبی گروه ارتش مرکز تأمین می‌شد. در ارتباط با گروه ارتش شمال، اصرار هالدر بر بر تسخیر لنینگراد و انهدام نیروهای دشمن در منطقه بالتیک پس از تحقق مأموریت گروه ارتش مرکز بود. در این زمان گروه ارتش شمال می‌بایست جناح جنوبی خود را جهت پوشش جناح شمالی گروه ارتش مرکز تقویت می‌نمود.
پائولوس با مشاهده نتایج شبیه‌سازی‌ها، نیروی ذخیره فرماندهی عالی نیروی زمینی شامل تنها یازده لشکر را کاملاً ناکافی دانست. او معتقد بود تمامی این مقدار می‌بایست حداکثر تا مرحله دوم عملیات به‌کار برده شود. در نتیجه ارتش‌ها باید خودبسنده باشند و با یگان‌های خط مقدم برای خود نیروی ذخیره بسازند. او نتایج این برنامه‌ها را به هالدر گزارش نمود.
سرتیپ ادوارد واگنر، رئیس بخش تدارکات فرماندهی عالی نیروی زمینی ماه دسامبر سال ۱۹۴۰ و ژانویه سال ۱۹۴۱، شبیه‌سازی‌های تدارکاتی را ترتیب دید. با انجام این شبیه شبیه‌سازی‌ها از ۱۷ تا ۲۰ دسامبر (پس از صدور فرمان عملیاتی نهایی) ورماخت با تجربه مشکلات تدارکاتی اساسی در نبرد فرانسه، اصلاحات جدی در این بخش را برای عملیات ضروری می‌دید. این شبیه‌سازی‌ها نشان داد انبارهای تدارکاتی آلمان که در نزدیکی مرز قرار گرفته‌اند تنها جهت پیشروی تا رودهای دوینا و دنیپر کفایت خواهند کرد. بر این مبنا در صورت ایجاد انبارهای جدید، این نقاط به شبکه ریلی غیر یکپارچه با تنها یک خط با عرض بزرگ‌تر شوروی متکی خواهند گشت و پدیداری کمبودهای تدارکاتی غیرقابل اجتناب خواهد بود. بدین شکل لزوم توقف تدارکاتی در این رودها مورد تأیید قرار گرفت و البته این مسئله را نیز روشن شد که اگر توان نظامی شوروی پیش از آن از بین نرود، وضعیت بد زیرساختی مناطق شرقی این خط امکان موفقیت را حتی در مواجهه با مقاومت ضعیف، از نیروهای آلمانی خواهد گرفت. از این رو ورماخت یا باید یک پیروزی سریع به دست می‌آورد یا کلا شکست می‌خورد و این اساساً جنگ با شوروی را برای آلمان به یک قمار همه یا هیچ بدل ساخته بود.

### ارائه نتایج به پیشوا
فیلدمارشال فن براوخیچ و ارتشبد هالدر خلاصه‌ای از نتایج این شبیه‌سازی را سوم دسامبر به هیتلر ارائه کردند که وی ضمن تأکید بر این مسئله که «مسکو خیلی مهم نیست»، طرح پایه را مورد تأیید قرار داد. در جلسه دیگری در پنجم ماه دسامبر، هالدر در یک گزارش شفاهی به شرح جزئیات طرح آماده شده و دلایل آن پرداخت که مجدداً مورد موافقت کلی پیشوا قرار گرفت. هالدر سخنان خود را با ارائه توصیف مختصری از شرایط جغرافیایی که آلمانی‌ها قرار بود با آن روبه‌رو شوند، آغاز کرد. او منطقه مردابی پریپیات را حائلی طبیعی دانست که ناحیه عملیاتی را به دو قسمت شمالی و جنوبی تقسیم کرده‌است. طبق اذعان هالدر قسمت شمالی از شبکه بهتری از راه‌ها و خطوط آهن در مسیر مینسک-مسکو برخوردار می‌باشد. او اعلام کرد بیشتر نیروهای شوروی در آرایش‌هایی نزدیک، در قسمت شمالی پشت مرز سابق این کشور و لهستان همراه با استحکامات میدانی و مسیرهای تدارکاتی گسترده مستقر گشته‌اند. او خط دوینا-دنیپر را شرقی‌ترین نقطه دفاعی شوروی به جهت نیاز به محافظت از مراکز حیاتی صنعتی دانست؛ به همین جهت نیروی زمینی، با تأکید ویژه بر نیروهای زرهی، می‌بایست اطمینان حاصل کند، هنگامی که رخنه اولیه محقق گردید، دیگر هیچ مقاومت دیگری پیش از این دو رود برقرار نشود. هالدر در نهایت پیشنهاد تشکیل سه گروه ارتش، دو گروه ارتش در شمال و سومی در جنوب مرداب‌های پریپیات، که به سمت لنینگراد، مسکو و کی‌یف پیش خواهند رفت، را مطرح ساخت. او هدف نهایی عملیات را خط ولگا-آرخانگلسک دانست و مجموع نیروهای آلمانی در این عملیات را ۱۰۵ لشکر پیاده‌نظام و ۳۲ لشکر زرهی و موتوریزه با دو ارتش در جایگاه ذخیره خواند.
با وجود سر رشته پیشوا در امور نظامی، این برای نخستین بار پس از آغاز طرح‌ریزی بود که جزئیات طرح عملیاتی فرماندهی عالی نیروی زمینی با او در میان گذاشته می‌شد. پیش از این هیتلر برنامه‌ریزی را در بیشتر بخش‌ها به متخصصان ستاد کل سپرده بود. هیتلر در این جلسه که فن براوخیچ، یودل و کایتل نیز در آن حضور داشتند، بر به محاصره درآوردن نیروهای دشمن در منطقه بالتیک و لزوم تأمین نیروی کافی برای گروه ارتش مرکز جهت امکان چرخش بخش بزرگی از آن به جانب شمال تأکید نمود. او همچنین به لزوم حرکت نیروی ثانویه‌ای از گروه ارتش مرکز به سمت رود دنیپر در نزدیکی کی‌یف و سپس چرخش به سمت جنوب شرقی جهت به محاصره درآوردن نیروهای دشمن در غرب اوکراین اشاره نمود. این خواسته‌ها از این رو بود که پیشوا گمان می‌کرد ارتش سرخ در اراضی مرکزی عقب خواهد نشست اما در جناحین بیرونی به شدت مقاومت خواهد نمود. او در این جلسه نیروهای مسلح شوروی را از لحاظ تجهیزات و نفرات به‌خصوص از منظر رهبری، ضعیف‌تر از ورماخت دانست. هیلتر بر امکان «تکه‌تکه» شدن ارتش سرخ توسط ورماخت و «خفه‌شدن هر قسمت» به تنهایی تسریح کرد. هیتلر تصمیم در این ارتباط که گروه ارتش شمال و گروه ارتش جنوب پس از انهدام نیروهای دشمن در جبهه خود می‌بایست به سمت مسکو حرکت کنند یا در جهت اراضی شرق آن پیش بروند را فعلاً ممکن ندانست. او هیچ نظری در ارتباط با خط ولگا-آرخانگلسک مطرح نساخت. هیتلر در نهایت ابراز داشت رومانی و فنلاند در این عملیات مشارکت خواهند داشت. پیش از این، رومانی روز ۲۳ نوامبر به پیمان سه‌جانبه پیوسته و به شکل کاملی خود را درون راهبرد آلمان علیه شوروی قرار داده بود. ایون آنتونسکو، نخست‌وزیر این کشور تمایل آن بر مشارکت فعال «با تفنگِ در دست» در «مبارزه برای پیروزی تمدن» در برابر شوروی را ابراز داشته بود.
هیتلر معتقد بود ۱۳۰ تا ۱۴۰ لشکر جهت موفقیت در تهاجم به شوروی کافی است. هالدر همچنین در ادامه گزارش خود به پیشوا خاطر نشان ساخت امکان پوشیده نگاه داشتن آماده‌سازی نیروهای آلمانی فراتر از حداکثر میانه ماه آوریل وجود ندارد.
با مطرح شدن خواسته‌های هیتلر، ظاهراً نه هالدر و نه فن براوخیچ در این هنگام هیچگونه اعتراضی در رابطه با این نظرات مخالف آرای آن‌ها، به پیشوا ابراز نداشتند. به هر صورت در این جلسه مشخص شد هیتلر، فرماندهی عالی نیروی زمینی و فرماندهی عالی ورماخت هر سه بر جلوگیری از عقب‌نشینی نیروهای ارتش سرخ به اراضی داخلی شوروی و محاصره و انهدام آن‌ها در شرق رودهای دوینا و دنیپر، اتفاق نظر دارند. هیتلر روز ۹ ژانویه سال ۱۹۴۱ در کنفرانسی در برگهوف ضمن تأکید مجدداً بر «محاصره سریع منطقه بالتیک»، افزود «ناحیه باکو نیز می‌بایست تصرف شود».

## فرمان عملیاتی نهایی

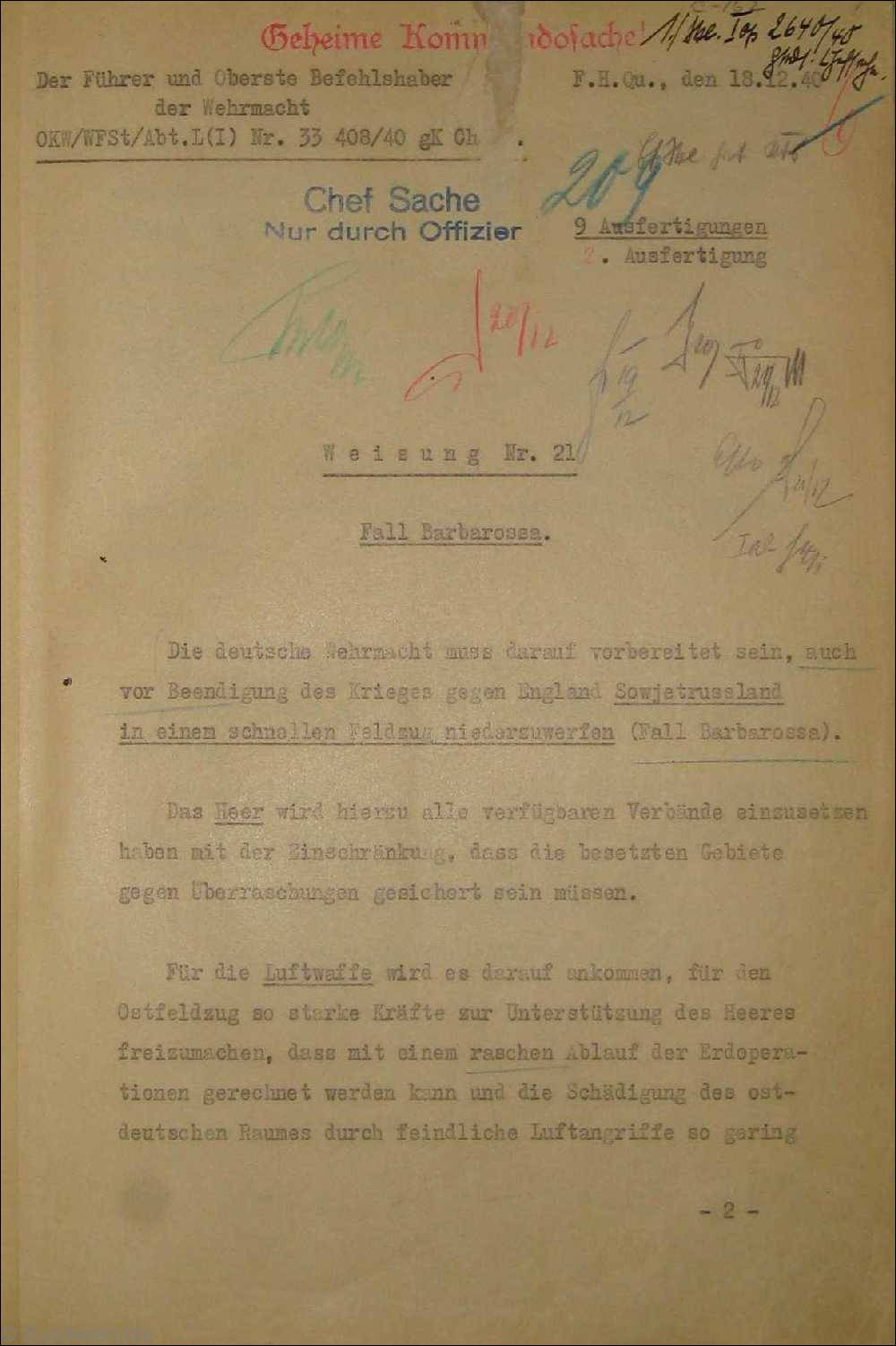
فرمان شماره ۲۱ پیشوا (فرمان عملیاتی بارباروسا)

روز ۱۲ نوامبر هیتلر با صدور فرمان شماره ۱۸، ذیل بخش «روسیه»، ضمن اشاره به در جریان بودن بحث‌های سیاسی پیرامون شوروی، خواهان ادامه آماده‌سازی‌ها در شرق بدون توجه به خروجی این بحث‌ها بر اساس فرامین شفاهی پیشین شد. در این فرمان صدور فرامین بیشتر در این ارتباط منوط به ارائه و تأیید طرح پایه عملیاتی نیروی زمینی دانسته شده بود. روز ۶ دسامبر سپهبد یودل به ستاد خود دستور داد نتایج طرح‌ریزی‌ها را در قالب یک فرمان‌بر اساس طرح نیروی زمینی و با دربر گرفتن مقاصد هیتلر تدوین نماید. تدوین پیش‌نویس به منظور تمرکز تلاش‌ها بر هدف بدون ابهام مسکو، با تأیید قطعی بخش عملیات‌های فرماندهی عالی نیروی زمینی تکمیل شد. پس از نگارش سند توسط فن لوسبرگ، پیش‌نویس اولیه ۱۲ دسامبر جهت بازبینی به یودل ارائه گردید. یودل ضمن افزودن جزئیات جهت دربرگرفتن برخی مسائل ثانویه، کلیات پیش‌نویس را پذیرفت. سند روز ۱۴ دسامبر به فن لوسبرگ بازگردانده شد تا بازنویسی شود. لوفت‌وافه جزئیات خود را روز ۱۶ دسامبر بدان افزود. پیش‌نویس همان روز جهت تأیید نهایی مجدداً نزد یودل فرستاده شد.
این پیش‌نویس روز ۱۷ دسامبر در برگهوف توسط یودل به هیتلر ارائه گردید که توسط پیشوا رد شد؛ چرا که صرفاً بر مبنای قصد فرماندهی عالی نیروی زمینی در پیشروی نیروهای اصلی در محور مینسک-اسمولنسک-مسکو تنظیم شده و نظر هیتلر در قرار گرفتن تمرکز تهاجم اصلی از طریق منطقه بالتیک به سمت لنینگراد را نادیده گرفته بود. بدین سبب پیش‌نویس مجدداً بر اساس امیال هیتلر نگارش یافت. با این حال، هالدر ترتیب بازنویسی مجدد را به گونه‌ای داد که تمرکز حمله همچنان در اصل بر مرکز جبهه بود. با «بازی با کلمات» سیر آتی عملیات جهت «برخی تعبیرات» باز گذاشته شد. در متن این پیش‌نویس آمده بود: «توان اصلی تهاجم در قسمت شمالی با دو گروه ارتش قرار خواهد گرفت. در این قسمت گروه ارتش جنوبی (مرکزی در کل جبهه) موظف است با آرایش‌های قدرتمند زرهی و موتوریزه از حوالی ورشو و شمال آن پیشروی کرده و نیروهای دشمن در بلاروس را شکست دهد. این مسئله امکان پیشروی نیروهای متحرک قدرتمند به طرف شمال در جهت عمومی لنینگراد جهت انهدام نیروهای دشمن در منطقه بالتیک را فراهم خواهد آورد. تنها پس از حصول این هدف اساسی که می‌بایست شامل تصرف لنینگراد و کرونشتات باشد، تهاجم به قصد سلطه بر مسکو به عنوان مرکز با اهمیت ارتباطی و صنعتی، ادامه خواهد یافت.» بر اساس این فرمان تنها «فروپاشی سریع مقاومت روس‌ها» توجیه‌گر «پیگیری همزمان هر دو هدف» (لنینگراد و مسکو) می‌بود.
روز بعد، ۱۸ دسامبر سال ۱۹۴۰، هیتلر با صدور رسمی آن تحت عنوان «فرمان شماره ۲۱ پیشوا» به تشریح مواردی همچون نحوه عملکرد متحدان آلمان پرداخت. او در این فرمان با وجود اشاره به اهداف جغرافیایی متعدد از جمله مسکو، به روشنی هدف نهایی عملیات بارباروسا را انهدام توان نظامی شوروی دانست و میانه ماه مه سال ۱۹۴۱ را مهلت نهایی انجام باقیمانده آماده‌سازی‌ها مشخص ساخت. هیتلر از ورماخت خواست حتی پیش از پایان جنگ با انگلستان، خود را برای شکست سریع روسیه شوروی آماده سازد. او در این فرمان پیش‌بینی کرد با توجه به این که بخش عمده نیروهای ارتش سرخ در مناطق مرزی مستقر هستند، سرنیزه زرهی ورماخت با عملیات نفوذ در عمق خواهد توانست آن‌ها را منهدم کند و به مابقی نیروهای دشمن که همچنان قادر به ادامه نبرد هستند اجازه ندهد به داخل خاک شوروی عقب بنشینند. یک ضربه قدرتمند در همان ابتدای عملیات از دخالت مؤثر نیروی هوایی شوروی جلوگیری به عمل می‌آورد. در یک پیشروی سریع، به موقعیتی می‌بایست دست یافته می‌شد که نیروی هوایی شوروی قادر به تهاجم به خاک آلمان نباشد. این موقعیت خط ولگا-آرخانگلسک معرفی شد. سپس، در صورت لزوم، امکان از میان بردن آخرین مناطق صنعتی باقی‌مانده برای شوروی در کوه‌های اورال نیز فراهم می‌گردید. بر این اساس در جریان این عملیات‌ها نیروی دریایی شوروی در دریای بالتیک به سرعت پایگاه‌های خود را از دست می‌داد و قادر به ادامه مبارزه نمی‌بود. با وجود باقی ماندن تمرکز اصلی کریگسمارینه بر کشتیرانی بریتانیا، این نیرو موظف شد در دریای بالتیک ابتدا از خط ساحلی آلمان محافظت و از گریز نیروی دریایی شوروی به دریای شمال جلوگیری نماید و سپس اقدام به انهدام ناوگان دریایی دشمن کند. این فرمان به صورت کلی وظیفه دوگانه دستیابی به سلطه کامل بر فضای هوایی منطقه عملیاتی با انهدام نیروی هوایی شوروی و تأمین پشتیبانی هوایی برای عملیات‌های عمده نیروی زمینی را بر دوش لوفت‌وافه نهاد. بر مبنای این دستورالعمل فرماندهان کل نیروهای سه‌گانه ورماخت می‌بایست آماده‌سازی‌های خود را انجام می‌دادند و نتایج را به همراه جدول زمانی و مقاصد عملیاتی از طریق فرماندهی عالی نیروهای مسلح به پیشوا گزارش می‌کردند.
اسم رمز «بارباروسا» برای نخستین بار در این فرمان از سوی پیشوا به کار گرفته شد. پیش از این مارکس از اسم رمز «اوتو» و فن لوسبرگ از اسم رمز «فریتس» در نوشته‌های خود استفاده می‌کردند. از این فرمان ۱۱ صفحه‌ای با طبقه‌بندی «فوق سری»، تنها ۹ رونوشت گرفته شد و مقرر گشت "تنها در دست افسران" حمل گردد.
به نشانه اعتماد به توانایی نظامی خود و اهمیت درگیری ایدئولوژیک با کمونیسم، هیتلر بر خلاف هیچ‌یک از عملیات‌های قبلی، توجه ویژه‌ای صرف جزئیات عملیاتی بارباروسا نمود. از این رو برنامه‌ریزی برای این عملیات بسیار طولانی‌تر از برنامه‌ریزی‌های پیشین، یازده ماه به طول انجامید. از طرفی با وجود دید تحقیرآمیز به ظرفیت رزمی و فرماندهی ارتش سرخ، برنامه‌ریزان آلمانی از برتری عددی طرف مقابل آگاهی داشتند، بدین سبب از تمامی ظرفیت این کشور در این مسیر استفاده کردند.

## جزئیات طرح عملیاتی نهایی

### فرمان عملیاتی ستاد کل نیروی زمینی

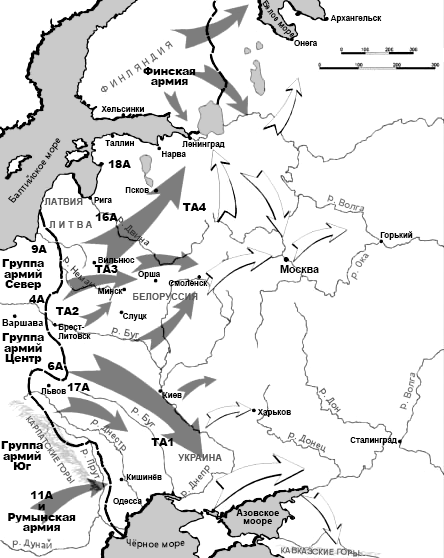
طرح عملیاتی بارباروسا

در طول ماه ژانویه هر گروه ارتش از مأموریت خود در عملیات بر اساس فرمان شماره ۲۱ پیشوا مطلع و مأمور به مطالعه عملیاتی جزئی و بررسی سیر اقدامات گشت. بدین ترتیب تعدادی از تمرینات پایگاه فرماندهی در قرارگاه هر گروه ارتش انجام گرفت و آرا تبیین شده حاصل آن‌ها با جزئیات بالا در ملاقات‌های بین فرماندهی عالی نیروی زمینی و نمایندگان گروه ارتش‌ها مورد بحث واقع شد. برخی از ایده‌های اظهار شده در فرمان عملیاتی گنجانده شد. پس از آن که فرمان شماره ۲۱ پیشوا راهبردهای کلی عملیات را تعیین نمود، ستاد کل نیروی زمینی شروع به تبیین جزئیات و جدول زمانی آن کرد. نخستین پیش‌نویس فرمان عملیاتی نیروی زمینی تحت عنوان «دستورالعمل استقرار بارباروسا» روز ۲۲ ژانویه سال ۱۹۴۱ توسط ستاد کل این نیرو صادر شد و نسخه نهایی آن ۹ روز بعد در روز ۳۱ ژانویه به ارتشبد هالدر ارائه گشت. این سند نواحی کلی استقرار گروه ارتش‌ها، گروه‌های زرهی و ارتش‌ها در جبهه شرقی را مشخص می‌کرد. این دستورالعمل مجدداً بر لزوم انهدام بیشتر نیروهای ارتش سرخ در مناطق مرزی از طریق عملیات‌های متهورانه عمیق نیروهای زرهی و جلوگیری از عقب نشستن سازمان‌یافته قوای دشمن به عمق اراضی شوروی تأکید داشت. بخش دوم این دستورالعمل با عنوان «شرایط دشمن» فرض را بر پذیرش نبرد در مناطق غرب رودهای دوینا و دنیپر توسط شوروی، حداقل با عناصر قدرتمند آن، نهاده بود که موجب برآورده شدن یکی از نیازمندی‌های کلیدی آلمانی‌ها در انهدام آن‌ها می‌گشت. پیشبینی می‌گشت فرماندهی شوروی تا جای ممکن تلاش ویژه‌ای جهت حفظ منطقه بالتیک و اراضی ساحلی دریای سیاه بکند تا بر پایگاه‌های هوایی و دریایی مهم مسلط باقی بماند. همچنین تصور می‌شد اگر نبردهای شمال شرقی و جنوب شرقی منطقه مردابی پریپیات به نفع شوروی صورت نگیرد، اقدام بعدی جهت متوقف ساختن تهاجم آلمانی‌ها در طول رودهای دنیپر و دوینا انجام خواهد گرفت.
نیروی زمینی در این دستورالعمل به نیروهای آلمانی هشدار داده بود در مقابل استفاده دشمن از تسلیحات شیمیایی حتی از طریق هوایی، آماده باشند. مأموریت لوفت‌وافه به شکل مختصر «انهدام حداکثر میزان تأثیر نیروی هوایی روسیه همزمان با پشتیبانی از اجرای عملیات‌های نیروی زمینی در نقاط اصلی تمرکز آن به ویژه در گروه ارتش مرکز و جناح اصلی گروه ارتش جنوب» تعریف گشته بود. در ادامه، دستورالعمل این فرمان عملیاتی با پرداختن به برخی جزئیات وظایف سه گروه ارتش، بدون این که مسکو را هدف اصلی گروه ارتش مرکز بداند، شکسته شدن مقاومت در شمال روسیه را لازمه معطوف شدن توجه این نیرو به مسکو دانسته بود. با این حال تأکید نیروی زمینی بر این بود که در صورت فروپاشی کلی نیروهای شوروی، مسئله رها گشتن چرخش گروه ارتش مرکز به طرف شمال و یورش بلافاصله به سمت مسکو قابل بررسی خواهد بود. طی ماه‌های آینده ستادهای عملیاتی نیز فرامین مشروح و ترکیب عملیاتی را آماده کردند. هالدر که می‌پنداشت استحکامات مرزی شوروی قوی‌تر از برآوردها است، طرح هماهنگی گروه‌های زرهی و ارتش‌های پیاده‌نظام را داده بود تا قوای توپخانه و پیاده‌نظام در نفوذ اولیه مؤثر باشند و توان قوای زرهی جهت بهره‌گیری بعدی از آن‌ها هنگام بهم ریختگی خط دفاعی دشمن، حفظ شود. درحالیکه گودریان خواهان اجتناب از قرار دادن پیاده‌نظام در صف پیشین نیروهای زرهی بود؛ چرا که معتقد بود ستون آهسته نیروهای پیاده و تجهیزات اسب‌کشنده در جاده‌های مناسب اندک شوروی راه را بر قوای زرهی خواهد بست؛ مسئله‌ای که در فرانسه نیز موجب تأخیر در حرکت سریع تانک‌ها شده بود.

### ارائه فرمان عملیاتی به پیشوا
این فرمان عملیاتی روز ۳ فوریه در کنفرانسی به هیتلر ارائه و به تأیید او رسید. در این کنفرانس هالدر ضمن ارائه خلاصه‌ای از مأموریت سه گروه ارتش، برآورد ۱۰۰ لشکر پیاده‌نظام، ۲۵ لشکر سواره‌نظام و ۳۰ تیپ مکانیزه را از توان شوروی در مقابل تهاجم آلمان ارائه کرد. او تانک‌های ارتش سرخ را دارای کیفیتی ضعیف و توپخانه آن از نظر عددی قدرتمند اما نسبتاً بی‌تاثیر خواند. هالدر در ادامه از امکان انتقال شش لشکر زرهی که می‌بایست در عملیات‌های بالکان مشارکت کنند، به جبهه شرقی در صورت فراهم بودن شرایط در بالکان و مخصوصاً رویکرد ترکیه سخن گفت که هیتلر اعلام نمود ترکیه اقدامی نخواهد کرد و به هیچ محافظت ویژه‌ای در بالکان نیاز نیست. او همچنین با اشاره به گستردگی اراضی عملیاتی، افزود تنها در صورت ایجاد حلقه‌های تنگ عناصر عمده ارتش سرخ به دام خواهند افتاد. هیتلر امکان عقب نشستن گسترده دشمن به سمت یک خط دفاعی پس از تحمل شکست‌های اولیه و دریافت اهداف آلمانی‌ها، را کاملاً ممکن دانست؛ در این صورت منطقه بالتیک و ناحیه لنینگراد ابتدا می‌بایست تصرف می‌شد چرا که سلطه بر این نواحی شرایط تدارکاتی را جهت ادامه عملیات‌ها به شدت ارتقا می‌بخشید. بدین طریق اگر محور مرکزی تا هنگام آغاز فشار جناحین محاصره‌کننده، دست نخورده باقی گذاشته شود، نیروهای دشمن قادر به عقب‌نشینی به عمق نخواهند بود. هالدر در ادامه ابراز داشت فنلاند نیز ۴ سپاه مجموعاً شامل ۱۰ لشکر در اراضی جنوبی خود به کار خواهد گرفت و با توجه به این که ۱۵ لشکر شوروی در مقابل این نیروها قرار گرفته‌است، به پشتیبانی قدرتمند آلمان نیاز خواهند داشت. هالدر با مطرح ساختن مسئله مجارستان، گفت اگر این کشور نقش فعالی در عملیات نداشته باشد، حداقل می‌بایست اجازه جابه‌جایی نیروهای آلمانی و آغاز تهاجم از خاک خود را بدهد. در این رابطه هیتلر از لزوم دستیابی به توافق لازم جهت حفظ محرمانگی، در لحظه آخر سخن گفت. به عقیده او مذاکره با فنلاند، مجارستان، اسلواکی و سوئد جهت همکاری آن‌ها زمانی باید انجام می‌گرفت که دیگر امکان پوشیده نگاه داشتن اهداف آلمان وجود ندارد. بر این اساس رومانی که مشارکت آن مسّلم به حساب می‌آمد، تنها کشوری بود که طرح‌های آلمان می‌توانست با آن در میان گذاشته شود.
هالدر در ارتباط با سایر بخش‌ها و مسائل تدارکاتی گفت دفاع هوایی می‌بایست هم توسط نیروی زمینی و هم نیروی هوایی تأمین شود. نیروی دریایی می‌بایست هر چه سریع‌تر راه‌های تدارکاتی از طریق بنادر دریای بالتیک را باز می‌کرد. ترابری اولیه می‌بایست با کامیون‌ها صورت می‌گرفت چرا که لازم بود خطوط آهن روسیه به عرض معمولی تبدیل شود. از این رو قصد ایجاد یگان‌های ترابری کامیون با مسافت بلند جهت رساندن تدارکات به نقاط توزیع وجود داشت. تمامی مسائل ترابری می‌بایست با لوفت‌وافه هماهنگ می‌شد تا هیچ وسیله موتوری بدون استفاده باقی نماند. پایگاه‌های تدارکاتی می‌بایست در اراضی شرقی لهستان و رومانی برقرار می‌گشت. بدین ترتیب گزارش هالدر با حذف موارد متناقض، تنها دربردارنده چگونگی فائق آمدن بر مشکلات تدارکاتی بود و گزارش‌های نگران‌کننده‌ای را که خود او در ارتباط با جزئیات شرایط اقتصادی و تدارکاتی دریافت کرده بود، بازتاب نمی‌کرد.
در پایان این کنفرانس هیتلر اذعان داشت «هنگامی که این عملیات اجرا شود، اروپا نفس خود را حبس خواهد کرد.»
آخرین روز ماه آوریل، هیتلر با رد پیشنهاد فرماندهی عالی نیروی زمینی برای تاریخ ۲۵ ژوئن، زمان رسمی آغاز عملیات بارباروسا را ۲۲ ژوئن تعیین نمود. از جمله عواملی که سبب شد آغاز عملیات از ۱۵ مه به ۲۲ ژوئن به تعویق بیفتد عدم اتمام تمهیدات تدارکاتی و زمستان نامعمول پر بارشی بود که باعث طغیان رودخانه‌های مرکز اروپا شد. از طرفی اگر عملیات زودتر آغاز می‌شد به راسپوتیتسا، فصل بارندگی روسیه برمی‌خورد که راه‌ها را بلااستفاده می‌نمود. دلیل دیگر این تأخیر تهاجم نیروهای آلمانی به بالکان (یوگسلاوی و یونان) دانسته شده‌است. به هر حال فرمان شماره ۲۱ پیشوا ۱۵ مه را نه زمان آغاز عملیات نظامی، بلکه «مهلت نهایی انجام باقیمانده آماده‌سازی‌ها» دانسته و تصمیم برای زمان دقیق آغاز آن را آزاد گذاشته بود. آخرین زمان ممکن برای الغای تهاجم، با صدور اسم رمز آلتونا، ساعت ۱۳ روز ۲۱ ژوئن مقرر گردید.

### تمرینات و مطالعات یگان‌های میدانی
با دریافت دستور عملیاتی فرماندهی عالی نیروی زمینی، قرارگاه‌های گروه ارتش‌ها تمریناتی به انجام رساندند و قرارگاه‌های ارتش‌ها و گروه زرهی‌های تحت امر خود را از ماموریت‌هایشان مطلع ساختند. تمرینات فرماندهی در سطح ارتش‌ها و گروه زرهی‌ها نیز اجرا شد و مشکلات تدارکاتی خاص مورد بررسی قرار گرفت. ایده‌های مطرح گشته در تمرینات در پیش‌نویس دستورهای عملیاتی تنظیم شده توسط توسط قرارگاه هر گروه ارتش گنجانده شد. این فرامین پیش از ابلاغ جهت تأیید به فرماندهی عالی نیروی زمینی ارائه گشت. مدتی اندکی بعد قرارگاه‌های سپاه‌ها و لشکرها نیز مأموریت خود آگاه شدند و تمرینات خود را بدین منظور انجام دادند. آخرین مرحله از این فرایند در ماه‌های مه و ژوئن پایین‌ترین سطح فرماندهان هم با مأموریت آینده خود آشنا شدند و مطالعه اراضی جغرافیایی که تهاجم اولیه از آن صورت می‌گرفت، توسط آن‌ها آغاز شد. برای مثال شبیه‌سازی‌های ستاد فرماندهی گروه ارتش جنوب در اوایل ماه فوریه سال ۱۹۴۱ در فرانسه، نشان‌گر سختی به محاصره درآوردن نیروهای دشمن در غرب رود دنیپر تنها با جناح شمالی گروه ارتش بود؛ مخصوصاً با در نظر گرفتن خطری که می‌توانست از حملات دشمن از جانب منطقه پریپیات در شمال ناشی شود و باعث توقف یا کاهش سرعت این پیشروی گردد. این شبیه‌سازی‌ها همچنین برای هر تهاجمی بر اجتناب از خطر عقب رانده شدن ساده نیروهای دشمن و لزوم کاربرد روش‌هایی جهت شکستن خطوط و انهدام آن‌ها در محاصره‌ها تأکید کرد و خواهان خلق یک موقعیت با امکان آغاز عملیات‌های محاصره بزرگ شد.

### مأموریت گروه ارتش‌ها و سایر نیروها
پس از اعمال تغییرات لازم حاصل از نیازهای اجرای عملیات ماریتا در ماه آوریل توسط نیروهای آلمانی در بالکان، روز ۸ ژوئن سال ۱۹۴۱ یک نسخه «قطعی» از دستورالعمل استقرار توسط ستاد کل نیروی زمینی صادر گشت.
بر اساس این برنامه پس از پایان نبردهای مرزی، سه گروه ارتش می‌بایستی در محورهای واگرا به سمت لنینگراد، مسکو و کی‌یف پیش می‌رفتند. با توجه به برد تهاجمی کوتاه نیروی زمینی و هوایی، طرح نهایی از عملیات‌های بسیار عمیق اجتناب کرده و صرفاً به قرار دادن خط امتداد رودهای دوینا و دنیپر به عنوان مرحله نخست بسنده نموده بود. بدین ترتیب پیش از تحقق این مرحله در میدان نبرد، هیچ طرحی توسط فرماندهی عالی نیروی زمینی از پیش برای پس از آن آماده نشده بود. به هر حال پیشبینی می‌شد تهاجم نهایی به مسکو پس از همکاری دو گروه ارتش مرکز و شمال در تصرف لنینگراد و کرونشتات و سپس چرخ آن‌ها به سمت جنوب اتفاق بیفتد.
با اشاره به دستیابی به اطلاعاتی مبنی تمرکز گسترده نیروهای شوروی در اوکراین، در زمستان سال ۱۹۴۰، هانس فن گرایفنبرگ، رئیس ستاد عملیات‌های فرماندهی عالی نیروی زمینی خواهان توجه بیشتر به گروه ارتش جنوب برای مقابله با تمرکز شوروی بر مناطق جنوبی شد. در مقابل هالدر خواهان استقرار نیروهای بیشتری در مناطق شمالی با قابلیت تهاجم به مسکو و متعاقباً آن عملیات در اوکراین بود تا نیروهای شوروی در آن منطقه را گرفتار یک جبهه معکوس کند.؛ چرا که نزد او مسکو و مناطق پیرامون آن علاوه بر اهمیت سیاسی و روانی، یکی مراکز عمده صنعتی و ارتباط ریلی به حساب می‌آمد. به عقیده هالدر حرکت به سمت مسکو منجر به یک نبرد تعیین‌کننده با بیشتر نیروهای شوروی می‌شود که شروع به یک جابه‌جایی سریع از مناطق جنوبی خواهند کرد و پیروزی در چنین نبردی پیش‌نیاز فروپاشی سیاسی شوروی است.

#### گروه ارتش شمال
در جناح شمالی، گروه ارتش شمال به فرماندهی فیلدمارشال ویلهلم ریتر فن لیب با ۲۱ لشکر از جمله ۵ لشکر متحرک در قالب دو ارتش و یک گروه زرهی می‌بایستی از طریق منطقه بالتیک خود را به لنینگراد می‌رساند و پایگاه ناوگان دریایی شوروی را تصرف می‌نمود. مارکس بدین منظور محور دونابورگ-پسکوف-لنینگراد را پیشبینی نموده بود. فن لوسبرگ نیز این مسئله را تأیید و برنامه محاصره نیروهای ارتش سرخ در جانب غربی رود دوینا را ریخته بود. در نهایت دستور عملیاتی فرماندهی عالی نیروی زمینی نیز تقدم محاصره نیروهای ارتش سرخ در غرب رود دوینا را تأیید کرد و مسیر تمرکز نهایی را محور دونابورگ-اوپوچکا-لنینگراد مشخص نمود. بدین ترتیب چهار هدف گروه ارتش شمال به ترتیب انهدام نیروهای ارتش سرخ در منطقه بالتیک، خنثی سازی ناوگان دریایی شوروی در کرونشتات، تصرف لنینگراد و در نهایت الحاق به نیروهای فنلاندی بود.
به منظور رسیدن به لنینگراد در عمق ۸۰۰ کیلومتری، گروه زرهی ۴ تحت امر ارتشبد اریش هوپنر می‌بایست با شکستن خط دفاع مرزی خود را به گذرگاه رود دوینا در دونابورگ می‌رساند و از آنجا به سمت اوپوچکا می‌رفت. سپس بنا بر شرایط دفاعی لنینگراد، راه شمال یا شمال شرقی را پیش می‌گرفت. ارتش هجدهم به فرماندهی ارتشبد گئورگ فن کوشلر نیز می‌بایست منطقه بالتیک را پاکسازی و جزایر نزدیک ساحل استونی را تصرف می‌کرد. این ارتش می‌بایست اقدامات خود را در جناح راست متمرکز می‌نمود تا با سلطه بر یکابپیلس و ساونگلیاوا و گذر از از رود دوینا، باقیمانده نیروهای دشمن را در غرب این رود به محاصره درآورد. بنادر لیپایا و ونتسپیلس می‌بایستی با حداقل میزان نیرو به تصرف درمی‌آمدند و پس از گذر از رود دوینا، نیروهایی جهت تهاجم به ریگا فراهم می‌آمدند. به سبب مساحت بزرگ، استونی در ابتدا از این طرح مستثنی گشته بود. ارتش شانزدهم به فرماندهی ارتشبد ارنست بوش وظیفه تأمین مرز با گروه ارتش مرکز را بر عهده داشت. این ارتش می‌بایست به سمت کاوناس در مواضع دشمن نفوذ می‌کرد، از رود نیمان می‌گذشت و در کمترین زمان ممکن بر گذرگاهی بر روی رود دوینا در جنوب دونابورگ مسلط می‌گشت. ارتش‌های هجدهم و شانزدهم علاوه بر این، وظیفه محافظت از جناحین گروه زرهی ۴ را نیز بر عهده داشتند. ارتش یازدهم نیز در ابتدا بخشی از نیروی ذخیره فرماندهی عالی نیروی زمینی پشت سر گروه ارتش شمال بود اما در نهایت با ارسال ارتش دوازدهم به یوگسلاوی و یونان، جای آن را در رومانی در جناح جنوبی گروه ارتش جنوب گرفت. پنج لشکر از یگان‌های لشکر یازدهم بعداً مجدداً به گروه ارتش شمال ملحق شدند. سازمان نیروهای این گروه ارتش و فرامین مربوط به یگان‌های آن به گونه‌ای تنظیم شده بود که در هر شرایطی سریع‌ترین حرکت آزادانه ممکن را برای لشکرهای زرهی آن تضمین نماید. به همین جهت بر خلاف دیگر گروه ارتش‌ها، گروه زرهی ۴ تحت امر یک ارتش پیاده‌نظام قرار نگرفته بود. پشتیبانی هوایی از نیروهای گروه ارتش شمال بر عهده ناوگان ۱ هوایی قرار داشت که به منظور اهداف دریایی، فرماندهی هوایی بالتیک جزو آن بود.
بر مبنای برآورد انجام گرفته از توان دشمن و شناخت حاصل شده از استحکامات و اراضی جغرافیایی منطقه، محاسبات فرماندهی عالی نیروی زمینی نیروهای آلمانی در ناحیه تهاجم گروه ارتش شمال را دارای برتری بر نیروهایی از دشمن که در مقابل آن قرار داشتند، می‌دانست. آلمانی‌ها در منطقه ویژه نظامی بالتیک ۲۹ لشکر پیاده‌نظام، ۴ لشکر سواره‌نظام، ۴ لشکر زرهی و ۷ تیپ زرهی شناسایی کرده بودند که پیشبینی می‌شد از این مقدار ۱۸ لشکر پیاده‌نظام، ۱ لشکر زرهی و ۴ تیپ زرهی در برابر گروه ارتش شمال قرار بگیرند. آلمانی‌ها از جزئیات سازمان این نیروها اطلاعی نداشتند. این مسئله نیز که آیا شوروی اصلاً از منطقه بالتیک دفاع خواهد کرد یا نه، نیز مشخص نبود. گزارش‌های اطلاعاتی خبر از عقب کشیده شدن نیروهای قدرتمندی از دفاع مرزی می‌دادند. بدین ترتیب درگیر شدن سریع با بیشتر نیروهای دشمن درحالیکه همچنان در طرف غربی رود دوینا هستند، اهمیت مضاعفی می‌یافت.

#### گروه ارتش مرکز
گروه ارتش مرکز به فرماندهی فیلدمارشال فدر فن بک بار اصلی تهاجم را عهده‌دار بود. مسئله تدارکات یکی از عمده دلایلی بود که باعث شد محور مرکزی به عنوان نقطه تمرکز طرح عملیاتی قرار گیرد؛ چرا که اتصالات ریلی آلمان به پروس شرقی و لهستان در این محدوده شرایط بهتری نسبت به مناطق جنوبی‌تر از جمله در مجارستان و رومانی داشت. از همین رو و به جهت این که ارتباط مستقیم بین هیتلر و فن بوک به اختلاف نظر جدی در زمینه اولویت تسخیر مسکو نینجامد، فرماندهی عالی نیروی زمینی سرتیپ هانس فن گرایفنبرگ، رئیس ستاد عملیات‌های خود را به عنوان رئیس ستاد کل این گروه ارتش منصوب ساخت.
این گروه ارتش با هدف اولیه انهدام نیروهای دشمن در بلاروس، می‌بایستی به سرعت در جناحین منطقه محدب بیاویستوک پیشروی می‌کرد و دو گروه زرهی آن به فرماندهی ارتشبد هاینتس گودریان و ارتشبد هرمان هوت، در شرق مینسک به یکدیگر ملحق می‌شدند تا نخستین حلقه محاصره عمده را به وجود آورند. بدین منظور گروه زرهی ۲ می‌بایست مسیر براناویچی-مینسک-اورشا و گروه زرهی ۳ مسیر مالاژکنا به سمت اورشا را طی می‌نمودند. دو گروه زرهی پس از حصول هدف اولیه، می‌بایستی به سرعت به ترتیب با گذر از رود دنیپر به سمت ویتبسک و در شمال رود دوینا به سمت اسمولنسک پیش می‌رفتند تا از ایجاد دفاعی منسجم با استفاده از این دو رود توسط ارتش سرخ جلوگیری به عمل آورند. با این پیشروی با طی مسافتی ۵۱۵ کیلومتری، نیمی از راه مسکو پشت سر گذاشته می‌شد. پس از یک توقف عملیاتی سه هفته‌ای، دو گروه زرهی مجدداً در جناحین از هم فاصله گرفته و این بار در اسمولنسک به هم ملحق می‌شدند تا دومین حلقه محاصره عمده را ایجاد کنند. برخی فرماندهان همچون هوت خواهان ایجاد محاصره بزرگ‌تری در مرحله نخست عملیات بودند. بر این مبنا، به شکل موازی، گروه زرهی ۳ مستقیماً تا رود دوینا و گروه زرهی ۲ مستقیماً تا رود دنیپر یورش می‌بردند تا حلقه محاصره بسیار بزرگی را در مجاورت این دو رود ببندند. فن بک نیز معترض متمرکز کردن نیروهای زرهی در مناطق مردابی رود برزینا در شرق مینسک بود که موجب اختلال شدیدی در تحرک‌پذیری آن‌ها و پیشروی بیشتر می‌گردید. با این حال فرماندهی عالی نیروی زمینی اصرار داشت بیشتر نیروهای شوروی بین ناحیه مرزی و مینسک مستقر شده‌اند و بستن حلقه محاصره در مینسک ضربه سختی به دشمن وارد خواهد آورد. همچنین به فن بک اطمینان داده شد نیروهای زرهی پس از اتمام کار در مینسک، در ادامه از اطراف مرداب‌های برزینا عبور خواهند کرد.
دو ارتش چهارم به فرماندهی فیلدمارشال گونتر فن کلوگه و نهم به فرماندهی ارتشبد آدولف اشتراوس مربوط به این گروه ارتش، نیز وظیفه داشتند به ترتیب در جناحین جنوبی و شمالی در نزدیک‌ترین فاصله ممکن، دو گروه زرهی را دنبال کنند و پس از تکمیل محاصره‌ها، مناطق تحت محاصره را پاکسازی نمایند. ارتش چهارم همچنین مسئولیت حفاظت از بخش میانی منطقه محدب بیاویستوک جهت جلوگیری از نفوذ دشمن به سمت غرب، را بر عهده داشت. لشکر یکم سواره‌نظام از این ارتش به عنوان تنها لشکر از نوع خود در ورماخت، نیز مسئولیت پیشروی در حاشیه منطقه مردابی پریپیات و دفاع از جناح جنوبی گروه ارتش مرکز در مقابل حملات ارتش سرخ را داشت. این لشکر نهایتاً با دستور روز ۸ مارس سال ۱۹۴۱ هیتلر با یک سپاه پیاده‌نظام در این موقعیت و مأموریت جایگزین شد. در یک اصلاح بزرگ، همان روز، به دستور هیلتر تمامی نیروهای ذخیره راهبردی عملیات بارباروسا، تحت فرماندهی ارتش دوم در جایگاه ذخیره گروه ارتش مرکز قرار گرفتند که در حقیقت به بخشی از آن بدل شدند.
پیروزی برای این گروهی انهدام نیروهای دشمن در مناطق غربی رودهای دوینا و دنیپر تعریف شده بود. پس از حصول این مقصود، رهبران راهبردی و عملیاتی پیشبینی می‌کردند گروه ارتش مرکز به سمت لنینگراد در شمال بچرخد. بر خلاف دو گروه ارتش دیگر که رفته‌رفته به مقدار زیادی به پهنای خط مقدم آن‌ها افزوده می‌شد، پیشبینی می‌گردید پهنای خط مقدم گروه ارتش مرکز از لهستان تا مسکو ثابت باقی بماند.

#### گروه ارتش جنوب
در جناح جنوبی، گروه ارتش جنوب به فرماندهی فیلد مارشال گرت فن روندشتت با ۴۱ لشکر از جمله ۸ لشکر متحرک در قالب ۳ ارتش و یک گروه زرهی و پشتیبانی هوایی ناوگان چهارم هوایی لوفت‌وافه در خط مرزی به طول ۸۰۰ کیلومتر از وووداوا در لهستان در شمال تا دلتای رود دانوب در رومانی در جنوب، طبق برنامه می‌بایستی بر منطقه راهبردی اوکراین با منابع حیاتی فراوان، مسلط می‌شد. این نیروها در آرایشی فشرده و با تراکم ۵ کیلومتر برای هر لشکر در کنار هم در طول مرز قرار گرفته بودند. در طرح اولیه، قوای این نیرو می‌بایستی در یک حرکت گازانبری با پیشروی از شمال و جنوب با شکستن دفاع مرزی شوروی و نفوذ پر شتاب ۶۵۰ کیلومتری در عمق اراضی آن، خود را به رود دنیپر می‌رساندند و عمده نیروهای ارتش سرخ در اوکراین را در غرب این رود به محاصره درمی‌آوردند. هدف تهاجم اولیه این نیروها، در قسمت شمالی، کی‌یف و در قسمت جنوبی، کیروفگراد بود. کی‌یف به عنوان پایتخت اوکراین، قرارگاه یکی از مهم‌ترین مناطق نظامی شوروی و محل قرارگیری پل‌های حیاتی بر رود دنیپر، اهمیت بسزایی داشت. پس از نبردهای مرزی اولیه، گروه ارتش جنوب می‌بایست هر گونه پیشروی خود را با تحرکات گروه ارتش مرکز هماهنگ می‌کرد.
در جناح قدرتمندتر شمالی ارتش‌های ششم و هفدهم با جلوداری گروه زرهی ۱ قرار داشتند. ارتش هفدهم به فرماندهی ارتشبد کارل-هاینریش فن اشتولپناگل، می‌بایست منطقه حوالی لویو را به محاصره درمی‌آورد و سپس تحت پوشش ارتش ششم و گروه زرهی ۱، در جهت ترنوپیل و وینیتسا پیش می‌رفت. ارتش ششم به فرماندهی فیلد مارشال والتر فن رایشناو می‌بایست با شکستن خط دفاعی مرزی، راه را برای گروه زرهی ۱ به فرماندهی ارتشبد اوالت فن کلایست باز می‌کرد و پس از دستیابی به هدف اولیه لوتسک، به سمت کی‌یف پیش می‌رفت. گروه زرهی ۱ پس از گذر از مرز می‌بایست با عبور سریع از بردیچیف و ژیتومیر، گذرگاه‌هایی در کرانه شرقی دنیپر در کی‌یف و جنوب آن برقرار می‌کرد و سپس، با چرخش به جنوب، جناح و پشت سر قوای دشمن را مورد هدف قرار می‌داد و مسیر عقب‌نشینی آن‌ها را سد می‌کرد. ارتش ششم ضمن محافظت از جناح شمالی گروه ارتش جنوب در طول منطقه مردابی پریپیات، در سریع‌ترین حالت ممکن گروه زرهی ۱ را ابتدا تا ژیتومیر و سپس تا کی‌یف دنبال می‌نمود. این ارتش هنگام پیشروی مستقیم می‌بایست نیروهای قدرتمندی را جهت یورش ناگهانی به دستور گروه ارتش به سمت جنوب در کرانه غربی رود دنیپر آماده نگاه می‌داشت و سپس در همراهی با گروه زرهی ۱ اقدام به انهدام نیروهای دشمن در اوکراین می‌نمود. سپاه ۱۷ این ارتش می‌بایست برای امنیت‌بخشی به جناح چپ، رو به کوول یورش می‌برد. در جناح دیگر سپاه ۲۹ موظف به رخنه در استحکامات دشمن در طول رود بوگ جهت مهیا کردن مسیر برای سپاه ۳ موتوریزه از گروه زرهی ۱ برای پیشروی به سمت لوتسک بود. برای تحقق این اهداف، گروه زرهی ۱ تحت کنترل عملیاتی ارتش ششم قرار داشت.
جناح جنوبی گروه ارتش جنوب شامل ارتش یازدهم به فرماندهی ارتشبد اویگن ریتر فن شوبرت، در رومانی قرار داشت. در ابتدا ارتش دوازدهم در این موضع قرار گرفته بود اما با به‌کارگیری این ارتش در تهاجم به یوگسلاوی، ارتش یازدهم جایگزین آن شد. این ارتش که بیشتر نیروهایش در ناحیه شمال یاسی متمرکز گشته بود، طبق طرح اولیه، موظف شده بود با گذر از رود پروت، به منطقه نظامی اودسا شوروی حمله ببرد اما در نهایت به تصمیم لحظات پایانی هیتلر با حفظ همان موضع تنها مسئولیت دفاع در مقابل ضد حمله احتمالی شوروی به جانب رومانی و مخصوصاً میدان‌های نفتی این کشور را یافت. وجود رود دنیستر به عنوان مانعی بزرگ در مقابل ارتش یازدهم که موجب تأخیر در یک تهاجم رو در رو می‌شد، نیز در این تصمیم مؤثر بود. بدین ترتیب تمامی لشکرهای موتوریزه این نیرو به گروه زرهی ۱ انتقال یافت. این ارتش می‌بایست با فریب تمرکز نیروی زیادی در این بخش، نیروهای دشمن در بخش جنوبی را درگیر نگاه می‌داشت و تنها در صورت عقب‌نشینی آن‌ها اجازه پیشروی داشت تا با پشتیبانی هوایی، از عقب‌نشینی سازمان‌یافته آن‌ها به آن سوی رود دنیپر جلوگیری کند. به دستور هیتلر این ارتش می‌بایست نیروهای خود را به سه گروه مجزا تقسیم می‌نمود تا در صورت نیاز از لشکرهای رومانیایی پشتیبانی کنند.
سپاه ۱۴ موتوریزه نیز در منطقه لوبلین در جایگاه ذخیره گروه ارتش جنوب مستقر شده بود.
فاصله موجود بین دو جناح شمالی و جنوبی گروه ارتش جنوب در کوه‌های کارپات مجارستان نیز توسط نیروهای مجارستانی پوشش میافت. این شکاف ۳۲۰ کیلومتری از لهستان تا رومانی بین دو قسمت گروه ارتش جنوب، مشکلات عدیده‌ای از منظر امنیتی، تدارکاتی و فرماندهی برای آلمانی‌ها ایجاد کرده بود. فن روندشتت خواهان تشکیل نیروی مشترک آلمانی-مجاری در قالب ارتش هفدهم بود اما هیتلر با بی‌اعتمادی نسبت به مجارستانی‌ها، هر گونه اتصال رسمی بین دو نیرو را منع کرد.
عدم مشارکت ارتش یازدهم در تهاجم، جناح شمالی گروه ارتش جنوب را وادار به یک حمله رو در رو صرفاً از یک طرف ساخته بود که منجر به نفوذهای موردی و محاصره‌های نسبتاً کوچک می‌شد. بدین ترتیب، تهاجم اصلی گروه ارتش جنوب بر خط لوبلین-کی‌یف متمرکز شد. جناح شمالی این گروه ارتش می‌بایست خود را در عرض سه تا چهار هفته به رود دنیپر می‌رساندند و سپس با چرخش به سمت جنوب، نیروهای ارتش سرخ را بین خود و دریای سیاه به محاصره درمی‌آوردند. هدف نهایی این نیروها میدان‌های نفتی قفقاز بود.

##### نیروهای رومانیایی
ارتش‌های سوم و چهارم رومانی به همراه بیش از ۵۰۰ هواگرد نیز بخشی از گروه ارتش جنوب به حساب می‌آمدند. میانه ماه فوریه سرهنگ آرتور هاوفه، فرستاده ستاد کل نیروی زمینی آلمان وظایف مورد درخواست از نیروهای رومانیایی را به این کشور ابلاغ کرد. بر این اساس رومانی می‌بایست حدود سه لشکر را در چارچوب عملیات تهاجمی، حدود سه لشکر را برای درگیر نگاه داشتن نیروهای دشمن، حدود چهار لشکر را جهت اداره مناطق تصرف‌شده و حدود پنج لشکر را برای دفاع از خط ساحلی و مرز یوگسلاوی به صورت فعالانه کار می‌گرفت. حدود سه لشکر هم به عنوان نیروی ذخیره در رومانی باقی می‌ماندند تا مجموع نیروهای آن در عملیات حدود هجده لشکر باشد. با این وجود، با تشکیک برنامه‌ریزان آلمانی در توانایی‌ها و انگیزه‌های نیروهای رومانیایی و مجارستانی، تکیه تام فرماندهی عالی نیروی زمینی در جنوب تنها بر نیروهای آلمانی بود. بدین شکل سه لشکر رومانیایی مشارکت‌کننده در عملیات تهاجمی در لایه دوم قرار می‌گرفتند تا «وظایف تهاجمی آسان» را به انجام برسانند. به هیچ وجه قصدی برای صورت گرفتن مستقلانه ماموریت‌های تهاجمی برای این نیروها وجود نداشت. دریاسالار فریدریش-ویلهلم فلایشر، فرستاده نیروی دریایی آلمان نیز در گزارشی یگان‌های نیروی دریایی رومانی را به جهت نداشتن روحیه مبارزه و سطح بسیار پایین آموزش غیر قابل اتکا دانست. پس از توافقی که روز ۱۹ ژوئن سال ۱۹۴۱ حاصل شد، ارتش چهارم رومانی که مسئول حفاظت از کرانه دریای سیاه و ناحیه پروت سفلی شده بود، تحت فرمان نیروی زمینی رومانی باقی ماند. ارتش سوم و سپاه ۴ رومانی تحت فرماندهی مستقیم ارتش یازدهم ورماخت قرار گرفتند. ستاد ارتش سوم رومانی تنها مسئول عملیات‌های تدارکاتی بود.

#### نیروهای مستقر در شمال دور
وظیفه اصلی بیشتر قوای نیروی زمینی فنلاند درگیر نگاه داشتن حداکثر میزان ممکن از نیروهای دشمن بود. فنلاند می‌بایست تمامی یگان‌های در دسترس خود را در این عملیات به‌کار می‌گرفت. این نیروها می‌بایست تهاجم خود در مرزهای جنوب شرقی را با فرماندهی عالی نیروی زمینی آلمان هماهنگ می‌کردند. این نیروها می‌توانستند به جانب غربی یا شرقی دریاچه لادوگا یورش ببرند. فنلاند می‌بایست زمان تهاجم خود را با گذر نیروهای گروه ارتش شمال ورماخت از رود دوینا تنظیم می‌نمود. امنیت مناطق تصرف‌شده توسط خود فنلاندی‌ها میایست تأمین می‌شد.
دو وظیفه عمده بر عهده ارتش نروژ ورماخت نهاده شده بود:
1. محافظت از نروژ در مقابل هرگونه تهاجم نیروهای بریتانیایی و تقویت ویژه دفاع ناحیه کیرکنس-کارویک
2. سلطه بر ناحیه پتسامو به منظور امنیت‌بخشی به معادن نیکل و حرکت به سمت بندر مورمانسک شوروی هنگامی که شرایط کلی عملیات اجازه تأمین نیروی کافی بدین منظور را فراهم آورد[۱۶۵]

حرکت دیگری به سمت کاندالاکشا جهت قطع خطوط ارتباطی نیروهای شوروی در نزدیکی مورمانسک طرح‌ریزی گشته بود. در ابتدا مقرر گشته بود دو یگان آلمانی حاضر در شمال فنلاند تحت فرماندهی کلی مارشال کارل گوستاو مانرهیم، فرمانده نیروهای مسلح فنلاند به عملیات بپردازند اما با رد این مسئولیت توسط او، این نیروها زیر نظر ارتش نروژ ورماخت قرار گرفتند. نیروهای فنلاندی نیز تحت فرماندهی مستقل خود در اراضی جنوبی عمل می‌کردند.

#### نیروی هوایی
لوفت‌وافه طرح‌ریزی برنامه عملیاتی خود را از روز ۱۳ ژانویه سال ۱۹۴۱ آغاز کرد و روز ۲۰ فوریه به پایان رساند. کلیات و اصول عملیاتی این نیرو از جمله نقطه اصلی تمرکز همانند نیروی زمینی تنظیم گشته بود. در این برنامه که توسط سرگرد رودولف لوتفِد-هاردِگ و سه افسر زیردست او تنظیم شده بود، مطابق دکترین اصلی رزمی نیروی هوایی آلمان، در این عملیات برتری هوایی اولویت نخست قرار داده شده بود. لوفت‌وافه در ابتدا به دنبال نابودی نیروی هوایی شوروی (به‌خصوص تجهیزات نوین آن) و عملیات‌های پشتیبانی زمینی دشمن بود. به هر حال، با توجه به محدودیت برد و بارگیری، لوفت‌وافه نمی‌توانست به شکل مؤثری به صنایع هوایی شوروی حمله کند. پس از حصول برتری هوایی، لوفت‌وافه قصد داشت توجه عملیاتی خود را به پشتیبانی هوایی نزدیک از نیروی زمینی تغییر دهد. ماه‌های مارس و آوریل تصمیم بر پشتیبانی ناوگان یکم هوایی که در آن هنگام در حال محافظت از مرزهای شرقی بود، از گروه ارتش شمال و پشتیبانی ناوگان دوم هوایی که در کشورهای سفلی بود، از گروه ارتش مرکز گرفته شد. ناوگان‌های هوایی لوفت‌وافه طرح‌های گروه ارتش‌ها را شبیه‌سازی کردند و به مشورت با فرماندهان گروه‌های زرهی پرداختند. در این زمان ناوگان چهارم هوایی کاملاً درگیر نبرد در بالکان بود و تنها توانست عده اندکی از افسران ستادی خود را به منظور بحث حول عملیات‌های آتی راهی گروه ارتش جنوب کند.
با توجه به پیشبینی اقدام شوروی در تهاجم به آن، مأموریت لوفت‌وافه در رومانی محافظت از منطقه نفتی این کشور به هر قیمتی بود. ضمن حضور یک لشکر پیاده‌نظام نیروی زمینی در این نقاط، لوفت‌وافه علاوه بر دفاع از مراکز استخراج و پالایش نفت، می‌بایست از تأسیسات ترابری، ذخیره‌سازی و بنادر مربوط به آن، مخصوصاً پل روی رود دانوب در ناحیه چرناوودا که یک خط لوله نفت و خط آهن از می‌گذشت، نیز مراقبت می‌نمود.

#### نیروی دریایی
نقش نیروی دریایی در ابتدا به فراهم ساختن ظرفیت ترابری برای اهداف تدارکاتی گروه ارتش شمال و همچنین پشتیبانی از تهاجم این گروه ارتش به جزایر دریای بالتیک از طریق تأمین قایق‌های اژدر افکن و کشتی‌های ترابری محدود شده بود. از نیروی دریایی خواسته شده بود دو توپخانه ساحلی دیگر نیز جهت حمایت از عملیات تأمین نماید.

## استقرار نیروها

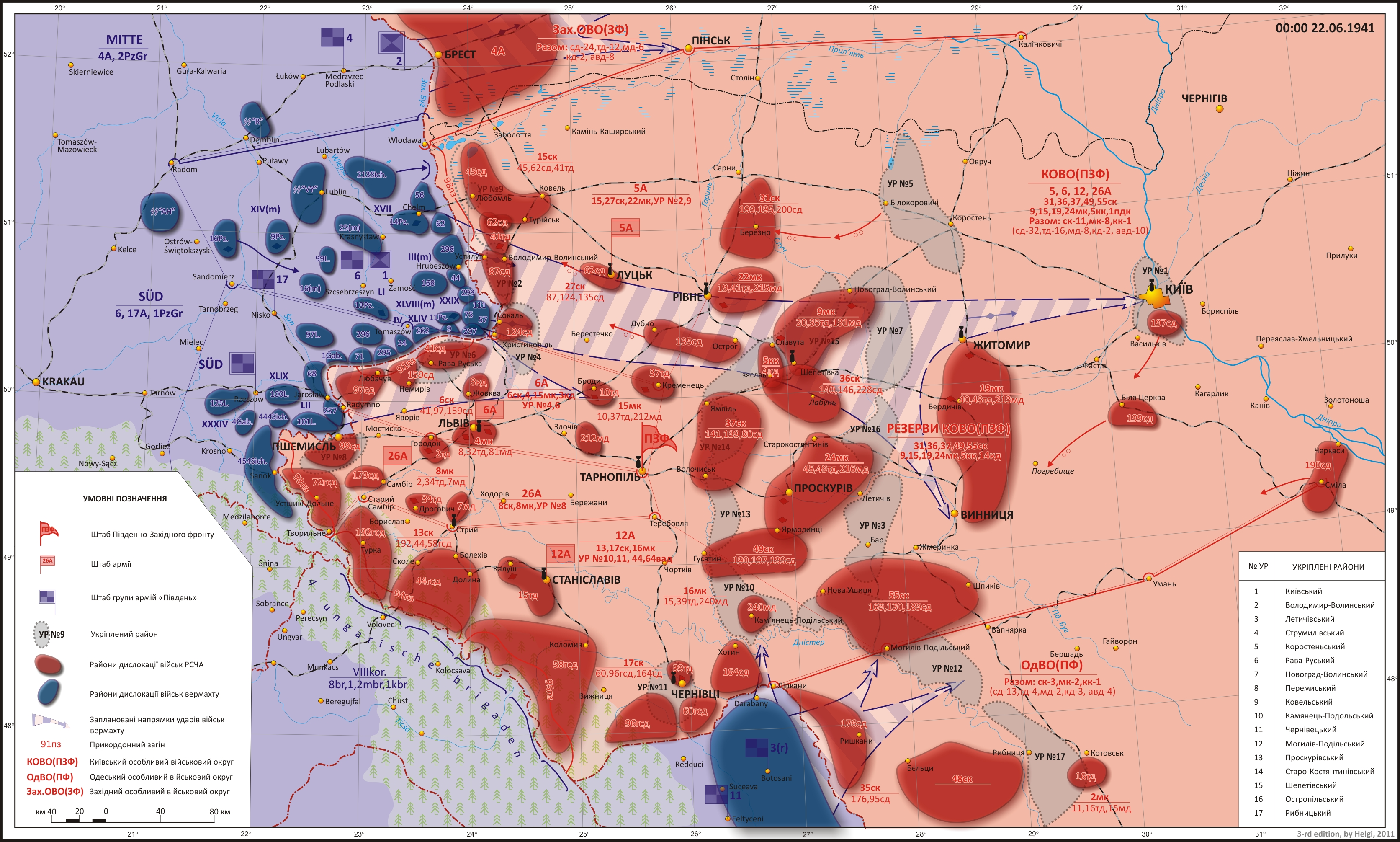
آرایش نیروهای طرفین هنگام آغاز عملیات

پس از آن که ارتش هجدهم در تابستان سال ۱۹۴۰ راهی مناطق شرقی گشت، حرکت اولیه نیروهای آلمانی به سمت مرزهای شرقی با انتقال ارتش‌های چهارم و دوازدهم در ماه سپتامبر و قرارگاه گروه ارتش ب در میانه ماه اکتبر همان سال صورت گرفت. سه لشکر زرهی و دو لشکر پیاده‌نظام موتوریزه جهت مهیاسازی نواحی استقرار و شبکه ارتباطات مورد نیاز حرکت نیروها، راهی شرق آلمان گردیدند. تمرکز راهبردی نیروها در مناطق شرقی بر اساس جدول زمانی ارائه شده توسط فرماندهی عالی نیروی زمینی و عموماً با خطوط آهن اتفاق افتاد. عملی که گستردگی آن نیازمند هزاران قطار جهت ترابری میلیون‌ها نفر، هزاران تانک و قطعه توپخانه و صدها هزار خودرو به نواحی جدید عملیاتی بود. فرماندهی عالی نیروی زمینی ماه اکتبر سال ۱۹۴۰، با ابلاغ مجموعه جدیدی از دستورالعمل‌ها خطاب به مسئولان راه‌آهن، فرمان به گسترش ایستگاه‌ها، خطوط آهن و سایر زیر ساخت‌ها به منظور بیش از دو برابر ساختن ظرفیت ریلی تا ۱۰ ماه مه سال ۱۹۴۱ داد. بدین ترتیب ماه‌های آینده شاهد ارتقا وسیع خطوط و تأسیسات ریلی شامل خطوط جدید غرب به شرق، ایستگاه‌ها، سکوها و امکانات سیگنال جدید، شبکه توسعه‌یافته تلفن و موارد دیگر، بود که موجب افزایش تعداد ورودی مناطق شرقی از روزانه ۸۰ قطار به روزانه بیش از ۲۰۰ قطار گردید تا انتقال نفرات و ادوات طبق برنامه صورت گیرد.
کار اصلی استقرار نیروهای آلمانی در مرزهای شرقی از ماه فوریه سال ۱۹۴۱ با انتقال هفت لشکر پیاده‌نظام و یک لشکر موتوریزه از مناطق غربی به این مناطق، آغاز شد. بدین منظور از ماه فوریه تا میانه ماه ژوئیه بیش از ۱۰ هزار قطار به کمک شش خط اصلی ریلی محموله خود را در شرق تخلیه نمودند. این فرایند گسترده استقرار نیروها و ادوات در مجموع در قالب ۵ مرحله متمایز انجام گرفت و مقرر گشته بود مرحله پنجم و نهایی آن عموماً جهت انتقال نیروهای ذخیره فرماندهی عالی نیروی زمینی، پس از آغاز عملیات صورت بپذیرفت. انتقال بیشتر لشکرهای پیاده‌نظام به مراحل اولیه اختصاص یافته بود؛ درحالیکه جابه‌جایی یگان‌های زرهی و موتوریزه به هفته پایانی پیش از تهاجم موکول گردید. حدود ۶۰ لشکر پیاده‌نظام تا ۲۰ مه خود را به مناطق شرقی رساندند. طبق برنامه ۱۲ لشکر ذخیره فرماندهی عالی نیروی زمینی تا هفته نخست ماه ژوئیه و مابقی ۱۴ لشکر آن تا میانه این ماه خود را به خط مقدم برسانند. تحرکات جاده‌ای، از نقاط تخلیه قطارها تا نواحی استقرار در خط مقدم، به منظور اطمینان از جریان روان نفرات، تجهیزات و تدارکات، با تحرکات ریلی یکپارچه‌سازی شده بود. تا سه هفته پیش از آغاز عملیات، آرایش‌هایی که به تازگی وارد منطقه می‌گشتند فراتر از خط تارنو-ورشو-کونیگسبرگ نمی‌رفتند. پس از این خط، استقرار یگان‌ها ذیل مسئولیت گروه ارتش‌ها و ارتش‌ها قرار می‌گرفت. ده روز پایانی ماه مه همه لشکرها در قالب راهپیمایی‌های شبانه شروع به نزدیک شدن به مرز شوروی کردند. تمامی تحرکات تحت شرایط شدید امنیتی و با نشر اطلاعات نادرست جهت مخفی نگاه داشتن مقاصد آن از شوروی انجام گرفت. در این مرحله در قالب دو بخش نخست از ۲۳ مه تا ۲ ژوئن ۹ لشکر پیاده‌نظام از غرب و سپس از ۳ تا ۲۳ ژوئن ۱۲ لشکر زرهی و ۱۲ لشکر پیاده‌نظام موتوریزه از خود آلمان، بالکان و غرب منتقل گشتند. از اواخر ماه مه با آغاز مرحله چهارم و نهایی جابه‌جایی‌های ریلی پیش از آغاز عملیات، اقدامات شدت بسیار بیشتری گرفت، به وجهی که هر روز یک یا دو لشکر وارد ناحیه مرزی می‌شدند. انتقال توپ‌های سنگین ریلی نیز مربوط به این مرحله بود. این توپ‌ها از سواحل کانال مانش انتقال یافته و بین گروه ارتش‌ها تقسیم شدند. بر این مبنا ۵ توپ کا۵ و ۲ توپ کارل به گروه ارتش جنوب، ۸ توپ کا۵ و ۲ دو توپ کارل به گروه ارتش مرکز و ۴ توپ برونو به گروه ارتش شمال تعلق گرفت. جابه‌جایی‌های نهایی کاملاً به صورت مخفیانه و بیشتر آن‌ها، مخصوصاً برای نیروهای زرهی، در لحظات پایانی و به شکل شبانه انجام پذیرفت. بدین شکل تا روز ۲۲ ژوئن سال ۱۹۴۱ در مجموع ۱۲۲ لشکر در مرزهای شرقی مستقر گشتند
لوفت‌وافه نیز ماه آوریل سپاه ۵ هوایی را از سواحل کانال مانش به جنوب شرقی لهستان و سپاه ۴ هوایی را از فرانسه به رومانی انتقال داد. با توجه به درگیری‌های بالکان، تنها ۶۰ درصد از توان سپاه ۸ هوایی از ناوگان چهارم هوایی از یونان و یوگسلاوی به ناحیه سوواوکی منتقل شد. لوفت‌وافه از زمان سال ۱۹۴۰ شروع به انبار کردن مایحتاج عملیاتی خود در نواحی شرقی کرد. همزمان با آغاز انتقال یگان‌های رزمی لوفت‌وافه به مناطق شرقی، ۹ دانشکده آموزشی آن نیز شروع به حرکت به سمت غرب کردند تا موجب سردرگمی سرویس‌های اطلاعاتی شوروی شوند. لوفت‌وافه در مجموع حدود ۲۵۰۰ هواگرد به نواحی شرقی منتقل کرد. حدود ۴۴۰ هواگرد نیروی زمینی و دریایی نیز به این مقدار افزوده شد.
گروه جلودار نیروی زمینی و هوایی آلمان به همراه افسران فرماندهی روز ۱۲ اکتبر سال ۱۹۴۰ وارد بوخارست در رومانی شد. تا میانه ماه نوامبر انتقال لشکر تقویت‌شده سیزدهم پیاده‌نظام موتوریزه به رومانی تکمیل گردید. پیش از این یگان‌های لوفت‌وافه شامل دو اسکادران جنگنده، یک اسکادران شناسایی و دو آتشبار ضدهوایی به این کشور رسیده بودند. تا پایان سال ۱۹۴۰ نیروهای آلمانی با دریافت لشکر شانزدهم زرهی و یگان‌های دیگری از لوفت‌وافه تقویت گشتند. تأکید این نیروها انجام کار آماده‌سازی لازم برای استقرار نیروهای آلمانی جهت عملیات علیه شوروی از رومانی و همچنین حفاظت تأسیسات نفتی و پالایشی آن در همکاری با سرویس اطلاعات نظامی، بود. از اواخر ماه مارس سال ۱۹۴۱ ورود بخش اصلی نیروهای آلمانی به رومانی آغاز شد. دو لشکر زرهی ورماخت از این کشور خارج و در عوض هفت لشکر پیاده‌نظام به همراه قرارگاه ارتش یازدهم و قرارگاه‌های سه سپاه ۱۱، ۳۰ و ۵۴ وارد آن گشتند. تا میانه ماه ژوئن لوفت‌وافه ۶۰ جنگنده، ۳۴۸ توپ ۲۰ میلی‌متری، ۴۵ توپ ۳۷ میلی‌متری و ۱۴۴ توپ ۸۸ میلی‌متری ضدهوایی بدین منظور به رومانی منتقل نمود. برای دفاع از بندر کنستانتا در رومانی، یگان‌های توپ‌های سنگین دریایی آلمان به در آن مستقر گشتند و آماده‌سازی برای ایجاد حائل با مین‌های دریایی صورت گرفت. با وجود ادامه یافتن ضمنی این عمل، کمترین اولویت بر آموزش نیروهای رومانیایی که آلمانی‌ها ارزش عملیاتی چندانی برای آن‌ها قائل نبودند، نهاده شد. روز ۲۴ مه ارتشبد فن شوبرت به عنوان فرمانده کل نیروهای آلمانی در رومانی مسئولیت محافظت از تمامی اراضی کشور رومانی را عهده‌دار شد. روز ۲۶ مه از ستاد کل رومانی خواسته شد یگان‌های رومانیایی مستقر در استان مولداوی به توان رزمی برسند و تا روز ۱۰ ژوئن سال ۱۹۴۱ در خط دفاع مرزی مستقر گردند و نیروهای ذخیره فرا خوانده شوند. در این درخواست به شکل ویژه‌ای از استفاده از عبارت «بسیج» اجتناب گشت. روز ۲۸ مه نیروهای آلمانی در رومانی فرمان به آماده‌سازی برای استقرار عملیاتی همراه نیروهای رومانیایی گرفتند.
نیروهای آلمانی از روز ۷ ژوئن وارد خاک فنلاند شدند و به سمت اراضی شمالی حرکت نمودند. سه روز بعد نیروی زمینی فنلاند دستور به استقرار یگان‌هایش در مواضع جنگی در طول مرز دریافت کرد. روز ۱۵ ژوئن سپاه ۳ فنلاند تحت امر ارتش نروژ ورماخت به فرماندهی ارتشبد نیکولاوس فن فالکنهورست قرار گرفت. فرستاده نظامی آلمان تنها یک روز پیش از آغاز عملیات فنلاند را از موعد آن مطلع نمود.

## پیشبینی‌های عملیاتی

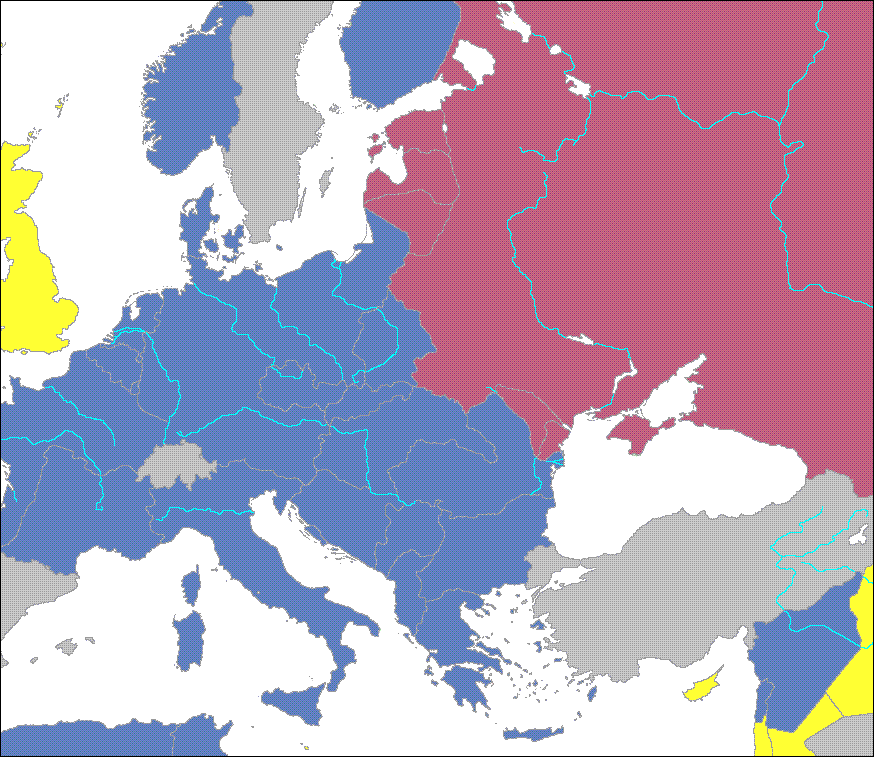
نقشه قوای حاکم بر اروپا و نواحی اطراف آن هنگام آغاز عملیات بارباروسا

هیتلر به استناد شرایط آشفته ارتش سرخ شوروی، گمان می‌برد ورماخت خواهد توانست تا پایان تابستان سال ۱۹۴۱ دشمن را به زانو درآورد. او و سران ورماخت جنگ با شوروی را سریع و حتی در قیاس با فرانسه، آسان‌تر می‌پنداشتند. آلمانی‌ها تصور می‌کردند آن‌ها که امپراتوری بسیار قوی‌تر تزاری را در جنگ جهانی اول شکست داده بودند، این کار را با شوروی راحت‌تر خواهند کرد. در شبیه‌سازی‌های عملیاتی اوایل ماه دسامبر سال ۱۹۴۰ به میزبانی پائولوس، فن براوخیچ به حاضران گفت که این عملیات یک «مبارزه سنگین مرزی» به طول چهار هفته خواهد بود و پس از آن در مقابل «مقاومتی ضعیف» مابقی شوروی به اشغال درخواهد آمد. برنامه‌ریزان آلمانی نیازی به در نظر گرفتن نیروهای ذخیره ارتش سرخ که هشت تا دوازده میلیون نفر برآورد می‌شدند، نمی‌دیدند؛ چرا که تصور می‌شد نظام شوروی ناتوان از بسیج و انتقال این نیروها به خط مقدم است. در دیدی واقع‌بینانه‌تر، احتمال پدیداری مشکل تدارکاتی و موضوع گستردگی اراضی عملیاتی نیز در نظر گرفته شده بود و بدین منظور هالدر از تمامی نیروها خواست در همکاری با یکدیگر اقدام به حل این مسائل کنند.